# Liste von Kanuvereinen in Deutschland

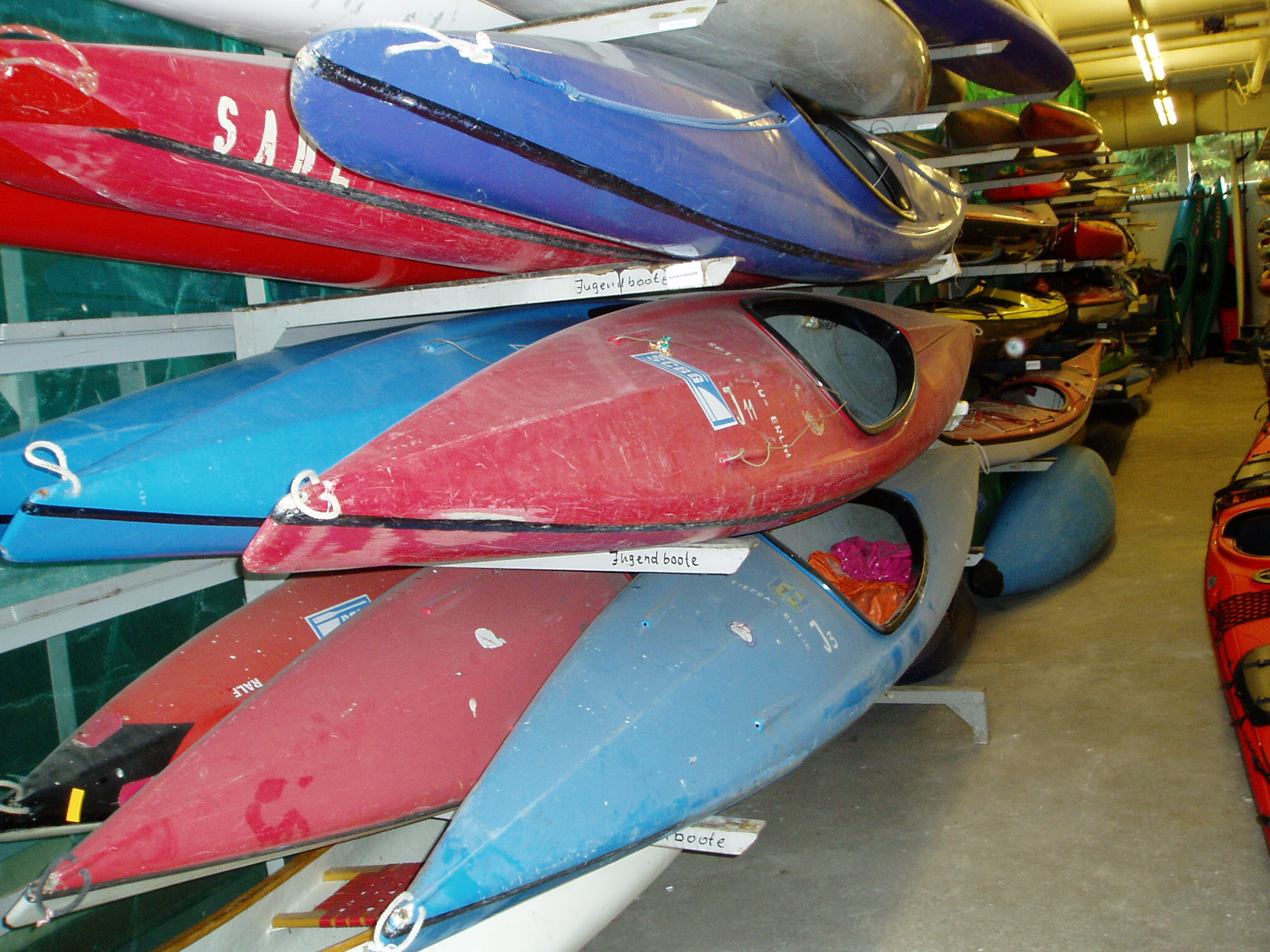
Bootshalle der Kanu-Abteilung des SC Berlin-Grünau

In Deutschland gibt es ca. 1300 Kanusportvereine (bzw. Abteilungen), von denen ca. 800 ein eigenes Bootshaus besitzen.

## Bezeichnungen
Der Name eines Kanusportvereins setzt sich zumeist aus einer Abkürzung (z. B. KC) und dem Ortsnamen bzw. dem Namen des Stadtteils oder des Gewässers, an dem der Verein ansässig ist, zusammen.
Als Abkürzungen werden z. B. verwendet:
| KC oder KK | Kanuclub bzw. Kanuklub |
| KG         | Kanugemeinschaft       |
| KSC        | Kanusportclub          |
| KSG        | Kanusportgemeinschaft  |
| KSV        | Kanusportverein        |
| KV         | Kanuverein             |
| KVgg       | Kanuvereinigung        |
| PC         | Paddelclub             |
| VfK        | Verein für Kanusport   |
| FC         | Faltbootclub           |

Siehe auch: Liste von Sportvereinskürzeln
Manche Kanusportvereine geben auch Spezialisierungen in ihrem Vereinsnamen an, wie zum Beispiel die Spezialisierung als Kajak-Club oder als Wanderpaddler.

Logo

Der Deutsche Kanu-Verband verteilt zur Orientierung Kennziffern für die Vereinsaktivitäten:
1. Kanuwandern
2. Wildwasserpaddeln
3. Seekajakfahren
4. Canadierwandern
5. Kanurennsport
6. Kanuslalom
7. Wildwasserrennsport
8. Kanupolo
9. Kanusegeln
10. Kanumarathon
11. Kanufreestyle
12. Rafting
13. Kanumehrkampf
14. Drachenboot
15. Outrigger/Vaa

## Systematische Ordnung
| DKV | Vereine imDeutschen Kanu-Verband. |

### Kanu-Verband Baden-Württemberg
(Quelle: )
- DJK St. Bernhard e. V. Achern
- Kanu-Club Au am Rhein
- Ski-Club Baden-Baden, Kanuabt.
- Einzelmitglieder im LKV Baden-Württemberg
- Hochrhein Paddler e. V. Bad Säckingen
- Kanuverein Wilde Welle
- Wildwassersportverein Balingen e. V.
- TG Biberach
- Kanu-Club Bietigheim e. V.
- KC Flinke Paddel e. V.
- Kanuverein Bruchsal e. V.
- Wassersportverein 1933 Brühl e. V.
- Kanu-Club 1929 Eberbach a.N. e. V.
- TV 1890 Edingen, Kanu-Abteilung
- Wassersportfreunde Eggenstein
- Kanusportring Südwest
- TV Epfendorf, Abtl. Kanu
- KV Esslingen
- Sportvereinigung 1845 Esslingen e. V., Kanuabtl.
- KC Ettenheim 1983 e. V.
- TSV Ettlingen, Kanuabt.
- TSV Fischbach e. V., Abtl. Kanu
- WVF Fischbach
- Freiburger Faltboot-Fahrer e. V.
- Kanu-Club e. V. Freiburg 1966
- Kanu Sport im VfB Friedrichshafen e. V.
- TV Faurndau
- Samurai Graben Neudorf e. V.
- Wassersportclub 1931 Heidelberg-Neuenheim e. V.
- Wassersportverein Heidelberg-West
- Deutscher Alpenverein Sektion Heidelberg e. V.
- Kanuclub Heidenheim e. V.
- Sportverein Union 08 Böckingen e. V. Kanu-Abtl.
- TSG Heilbronn
- Paddelfreunde Hohenlohe e. V.
- ASV Horb a.N. Abt. Kanupolo
- Paddelclub Illingen e. V. 1957
- Kanu-Club Karlsruhe-Maxau e. V.
- Kanugesellschaft Karlsruhe e. V.
- Rheinbrüder Karlsruhe e. V. Kanu-Segel-Skiclub
- Karlsruher TV 1846, Paddelabtl.
- Polizeisportverein Karlsruhe
- Naturfreunde OG Karlsruhe
- Ski-Club Karlsruhe e. V., Abt. Kanu/Wassersport
- Kanu Team Meddernisch 2013 am Stützpunkt Karlsruhe
- Kehler Paddlergilde e. V.
- Wasser-Sport-Club 1956 Ketsch e. V.
- Kanu-Club Konstanz 1932 e. V.
- TV Die Naturfreude OG Wollmatingen e. V. 1923
- „Römer Dragons“ Drachenbootabteilung, FV 03 Ladenburg e. V.
- Die Flusswanderer Ladenburg e. V.
- TSV Laiz 1919 e. V.
- Wassersportverein 2002 am Leistungszentrum Mannheim e. V.
- TV Die Naturfreunde Markelfingen e. V. 1895
- Kanu-Club Altrhein am Leistungszentrum Mannheim e. V.
- Naturfreunde Lörrach e. V. Wassersportgruppe
- SV Ludwigsburg 08
- DAV Sektion Ludwigsburg
- Kanu-Club Mannheim-Rheinau e. V.
- Kanu-Gesellschaft Neckarau e. V.
- KSC Mannheim Neckarau e. V.
- Mannheimer Kanu-Gesellschaft 1922 e. V.
- Paddel-Gesellschaft Mannheim e. V.
- WSV Mannheim-Feudenheim e. V.
- WSV Mannheim-Sandhofen e. V.
- Volkstümlicher Wassersport Mannheim e. V. Kanuabt.
- Kanu-Club Mannheim e. V.
- Kanu-Club Marbach e. V.
- Kanu Club Mühlacker
- VfL Munderkingen e. V., Kanu-Abtl.
- Kanu-Club Forelle e. V. Neckargerach
- Sport-Union Neckarsulm e. V.
- Ulmer Kanufahrer e. V.
- Neu-Ulm
- Kanu-Club Oedheim e. V.
- Paddelfreunde Huttenheim e. V.
- Ski- u. Kanu-Club Philippsburg
- WSV Pleidelsheim e. V. Abt. Kanu
- Kanu-Club Radolfzell e. V.
- NaturFreunde Radolfzell e. V. Abtl. Wassersport
- Rastatter Kanu-Club 1925 e. V.
- KC Welfen Ravensburg e. V.
- Paddelfreunde Reutlingen e. V.
- Wolpertinger SFC Reutlingen
- KV Bruhrain Rheinsheim e. V.
- WSC Rheintreue Rheinsheim e. V.
- DJK Wassersport-Gemeinschaft Sasbach-Freistett e. V.
- Kanu-Club Hohenlohe e. V.
- WSV e. V. Rheinstrom Schwörstadt Hochrhein
- SWV Sindelfingen
- Kanu-Club Singen e. V.
- Kajak Freunde Wickinger Spöck
- SGU 07 Untertürkheim e. V.
- KG Stuttgart e. V.
- Stuttgarter Kajak-Club e. V.
- Eichenkreuz Stuttgart
- Kanu-Team Baden-Württemberg
- Deutscher Alpenverein, Sektion Schwaben
- Trochtelfinger Wildwasserfahrer
- Paddelfreunde im SV 03 Tübingen
- AKT Tübingen
- Paddel-Club Überlingen e. V.
- TSV Ubstadt, Kanuabt.
- SZ Uhingen
- SKF-SWU e. V. Ulm Abteil. Drachenboot
- Kanuclub CJD Kaltenstein Vaihingen/Enz e. V.
- Kanusport-Club Villingen 1974 e. V.
- Kanu-Club Elzwelle Waldkirch e. V.
- Wassersportverein Waldshut e. V.
- Kanu Sport Wehr e. V.
- Kanu-Club Wertheim
- Winterbacher Kanuclub Stechpaddel e. V.
- Olympiastützpunkt Rhein-Neckar

### Bayerischer Kanu-Verband
- Oberbayern[3]
  - Bayerische Einzelpaddler-Vereinigung e. V.
  - Chiemsee Outrigger Canoes e. V.
  - CMK Club Münchner Kajakfahrer
  - DAV Kajakgruppe Sektion Oberland
  - DAV Kanuabteilung Freising
  - DAV Sektion Landsberg am Lech
  - DRCN Donau-Ruder-Club Neuburg
  - DTKC Deutscher Touring-Kajak-Club München
  - ESV Kanuabtabteilung München
  - Faltbootabteilung DAV München
  - Faltbootclub Ingolstadt
  - Freier Wassersportverein München
  - Freie Turnerschaft-Kanu Rosenheim
  - Kanu Gemeinschaft München
  - Kanu-Regattaverein München
  - KCO Kanu Club Oberland (Kochel am See)
  - KKR Kajak-Klub Rosenheim
  - MTV 1871 München Abteilung für Wildwasserkajak
  - Naturfreunde Deutschlands
  - Schleißheimer Paddelclub e. V.
  - Segel- und Tennisclub Rot-Weiß, Abtl. Kanu (SUP)
  - SV Wacker Burghausen
  - TGM Kanu-Club Turngemeinde München
  - TSV – Kanuabteilung Schongau
  - TSV 1860 Wassersport München
  - TSV Kanu Partenkirchen
  - TSV-Eiselfing, Abteilung Kajak
- Bezirk Niederbayern[4]
  - DJK-EC Windorf
  - Kanu-Club Regen
  - TV Passau 1862
  - Kanu-Club Obernzell
  - Kanu-Club Kelheim
  - Kanu-Club Neuhaus a. Inn
  - Faltboot-Klub Landshut
  - Kanu-Tour International Danubien
  - TV Landau a. d. Isar
  - Straubinger Kanu-Club
  - Rodeo Wildwasser Club Plattling
  - ETSV 09 Kanuabteilung
  - TSV Plattling
- Bezirk Oberpfalz
  - Kanufreunde AMBERG-SULZBACH e. V.
  - Kanu-Club Städtedreieck Teublitz Burglengenfeld e. V.[Anm 1]
  - Kanu Club Graf Luckner CHAM[Anm 2]
  - Paddelclub Nabburg[Anm 3]
  - BSG Siemens Regensburg Kanuabt.[Anm 4]
  - Freier TuS Regensburg Kanuabt.
  - Regensburger Runderverein Faltbootabteilung
  - Regensburger Turnerschaft Kanuabteilung
  - Regensburger Kanu-Club e. V.
  - Kanuclub Schwandorf[Anm 5]
  - Kanu Weiden e. V.[Anm 6]
- Bezirk Schwaben[5]
  - Kanu-Club Allgäu e. V.
  - TSV Aichach Kanuabteilung
  - Augsburger Kajakverein e. V.
  - Naturfreunde Augsburg Sektion Westend Kanuabteilung
  - Kanu Schwaben Augsburg
  - TSV Blaichach e. V. Kanuabteilung
  - River Pirates e. V.
  - Kanu-Club Donauwörth e. V.
  - Günzburger Kanu-Club e. V.
  - VfL Günzburg e. V. Kanuabteilung
  - Lindauer Kanuclub e. V.
- Oberfranken[6]
  - Bamberger Faltboot-Club
  - Paddel und Segelclub Coburg
  - AWV Coburg
  - Kanu- & Outdoorsport Coburger Land
  - Schwimmverein Coburg
  - RV Lichtenfels
  - Naturfreunde Hof
  - Faltbootclub Hof
  - Kanu-Rennsport-Vereinigung Hof/Aschaffenburg
  - Schwimmverein Hof
  - Naturfreunde Bayreuth **Schwimmverein Bayreuth
  - Kajak-Gruppe Bayreuth
- Bezirk Mittelfranken[7]
  - Kanu-Sportclub Ansbach e. V.
  - NaturFreunde Deutschlands, Ortsgruppe Dinkelsbühl, Kanuabteilung
  - Regnitz Biber Erlangen
  - Sportgemeinschaft Siemens Erlangen, Faltbootgruppe
  - Kanuclub Fürth
  - TV 1860 Fürth, Kanuabteilung
  - TV Heilsbronn, Kanuabteilung
  - Deutscher Alpenverein, Sektion Mittelfranken, Kanuabteilung
  - Deutscher Alpenverein, Sektion Nürnberg, Kanuabteilung
  - Kanu-Verein Nürnberg
  - Sportgemeinschaft Viktoria Nürnberg Fürth 1883, Kanuabteilung
  - Kanu-Club Schwabach-Rednitthembach
- Unterfranken
  - KSK Kanu Sport Klub Aschaffenburg
  - SSKC Ski-, Schwimm- und Kanuclub Aschaffenburg
  - KSC Kanu- und Ski-Club e. V.Gemünden
  - WWC White Water Company Gemünden
  - NaturFreunde OG Haßfurt Bootsgruppe
  - WSG Wassersportgemeinschaft Kleinheubach
  - DJK Kanuabteilung Kleinwallstadt
  - KCK Kanu-Club Klingenberg
  - PSV Paddelsportverein Langenprozelten
  - TSV 1846 Lohr Turn- und Sportverein Abteilung: Kanu Lohr
  - 1. SC Schweinfurt Schwimmclub Abteilung Kanu
  - DJK Kanuabteilung Schweinfurt
  - KCW Kanu-Club Würzburg
  - TGWH Turngemeinde Würzburg-Heidingsfeld
  - KCW Kanu-Club Wertheim

befreundeter Nachbarverein aus Baden-Württemberg

### Landes-Kanu-Verband Berlin
(Quelle: )
- Berliner Kanu Club „Borussia“ e. V.
- Havel-Möwen Wassersportclub e. V.
- Heiligenseer Kanu-Club e. V.
- Kajak-Club Albatros 1926 e. V.
- Kajak-Club Nord-West 1925 e. V.
- Kanu-Club NaturFreunde Berlin e. V. (KCN)
- Kanu-Club Haselhorst e. V.
- Kanuclub Zugvogel Berlin e. V.
- Kanuklub Charlottenburg e. V.
- Kanusportvereinigung Havelbrüder e. V.
- Kanu-Verein Falke e. V.
- Paddelclub „Gut Naß“ Tegel 1924 e. V.
- Paddel-Club Wiking e. V.
- Pro Sport Berlin 24 e. V., Kanuabteilung (ehemals Post SV Berlin)
- Ruder- und Kanu-Verein 1928 e. V.
- Tegeler Kanu-Verein e. V.
- Turngemeinde in Berlin 1848 e. V., Kanuabteilung Haselhorst
- Turngemeinde in Berlin 1848 e. V., Kanuabteilung Oberspree
- Verein für Kanusport Berlin e. V.
- Vereinigung Märkischer Wanderpaddler e. V.
- Versehrten-Wassersport-Gemeinschaft Berlin e. V.
- Wander-Paddler-Havel e. V.
- Wannseer Kanu-Club e. V.
- Wassersportclub Blau-Weiß Tegel e. V.
- Wassersport-Club Havel e. V.
- Wassersport Club Klare Lanke 1950 e. V.
- Wassersport-Club Kurmark e. V. Berlin
- Wassersportgemeinschaft Heiligensee e. V.
- Wassersportgemeinschaft Kladow e. V.
- Vereinigte Sportgemeinschaft Rahnsdorf 1949 e. V.
- Grünauer Kanuverein 1990 e. V.
- Müggelheimer Sportclub e. V.
- Köpenicker Sportverein-Ajax e. V.
- Köpenicker Kanusportclub e. V.
- Berliner Kanu Club Rotation e. V.
- Sportclub Berlin-Grünau e. V., Abt. Kanu
- Kanu-Vereinigung-Köpenick e. V.
- Märkischer Kanuverein 53 e. V.
- Berliner Sportverein Akademie d.Wissenschaften e. V., Kanuabt.
- Eisenbahnsportverein Lok Berlin-Schöneweide e. V.
- Berliner Kanubären e. V.
- Kanusport-Verein Neu Ahlbeck e. V.
- Wassersportclub Rauchfangswerder e. V.
- Kanu Team Berlin e. V.
- Blau-Gelb-Köpenick e. V.
- BSG Berliner Sparkasse e. V.
- Wassersportverein 1921 e. V.
- Hiawatha – Allgemeiner Wassersportclub e. V.
- Wind-Surfing Verein Berlin e. V., SUP-Abteilung
- Wannseeaten 1911 e. V.
- Wasserfreunde Spandau 04 e. V.
- Arthur Becker Club Köpenick e. V.
- Einzelmitglieder im LKV-Berlin

### Landes-Kanu-Verband Brandenburg
- Kanusportverein Beeskow/Spree e. V.
- Kanu-Club Rehbrücke e. V.

Brandenburg
- Brandenburger Sport-Club Süd 05 e. V. Abteilung Kanu
- Brandenburger Kanuverein „Freie Wasserfahrer 1925“ e. V.
- Wassersportverein Stahl Beetzsee Brandenburg e. V., Kanu
- Regattateam Brandenburg Beetzsee e. V.
- Kanupolo-Turnier Club-Beetzsee e. V.
- Einzelmitglieder im LKV Brandenburg
- Eisenbahnersportverein Lok RAW Cottbus e. V. Kanuabt.
- Sportvereinigung Stahl Finow e. V. Sek. Kanu
- Eberswalder Sportverein „Empor“ e. V. Kanuabt.
- Kanucentrum 1957 Eisenhüttenstadt e. V.
- Sportgemeinschaft „Aufbau“ Eisenhüttenstadt e. V. Kanuabt.
- Kanu-Club Erkner e. V.
- Wassersportverein Zechlin e. V.
- Sportgemeinschaft Turbine Forst/Lausitz e. V. Sek. Kanu
- Wassersport Forst/Lausitz e. V.
- BSG Pneumant Fürstenwalde e. V., Abtl. Kanu
- Eisenbahnersportverein Kirchmöser e. V. Kanuabt.
- Wassersportverein Königs Wusterhausen e. V. Abteilung Drachenboot
- Segel-Club Lindow e. V. Abteilung Kanu-Segeln
- Lübbenauer Kanuten 1960 e. V.
- Kanu-Verein Brandenburger Adler e. V.
- Kanu-Verein Neuruppin e. V.
- Regatta-Segler Neuruppin e. V.
- Kanuverein Peitz e. V.
- Eisenbahner-Sportverein Perleberg e. V. Kanuabt.

Potsdam
- Preussen-Kanu im OSC Luftschiffhafen e. V. Potsdam
- Kanu Club Potsdam im OSC Luftschiffhafen e. V.
- Wassersportfreunde Pirschheide e. V. Abtl. Kanu
- Universitäts-Sportverein Potsdam e. V. Kanuabt.
- Kollektiv Treibgut Natur- und Kulturcamp e. V.
- Drachenbootverein Prenzlau e. V.
- Prenzlauer Sportverein Uckermark e. V.
- Rathenower Wassersportverein Kanu 1922 e. V.
- Wassersport PCK Schwedt e. V., Abtl. Kanu
- Sportgemeinschaft Einheit Spremberg e. V., Kanuabt.
- Aktiv e. V., Abtl. Parakanu
- Kanusportverein Templin e. V.
- Wassersportverein Wittenberge e. V.
- Blau Weiß Wusterwitz e. V., Abtl. Kanu
- Kanusport Premnitz e. V.
- Rundendreher e. V.

### Landes-Kanu-Verband Bremen

#### Bremen
- Bootsclub Marienbrücke e. V.
- Bremer Kanu-Wanderer e. V.
- Club Bremer Wassersportler e. V.
- Eisenbahn-Sport-Verein Blau-Weiß Bremen e. V.
- Faltbootwanderer Bremen e. V.
- Kanu-Club Hanseat e. V.
- Kanu-Club Rönnebeck e. V.
- Segel Club Blockland e. V.
- Segel-Verein Wümme e. V.
- Störtebeker Bremer Paddelsport e.V von 1924
- Turn- und Rasensportverein Bremen e. V.
- Verein für Kanusport Bremen e. V.
- Verein Wassersport Grohn e. V.
- Wassersport-Club „Fink“ e. V.
- Wassersportverein Gröpelingen e. V.
- Wassersportverein Hemelingen e. V.
- Wassersportverein Warturm e. V.
- Kanusport-Freunde e. V. Bremen
- Naturfreunde OG Bremen e. V.
- Kanupolo-Bremen e. V.
- CVJM Bremen e. V. – Kanuabteilung
- hanseWasserBremen GmbH/Betriebssport/Kanugruppe
- Bremer Sport Club Abt. Drachenboot
- NSB Natursport Bremen e. V.
- Segelverein Bremen e. V., Kanuabtl.
- Wassersportclub Bremen e. V.
- Sport-Spass-Bremen e. V.
- Jugendgruppe Oekumenisches Gymnasium (aoM)
- Einzelmitglieder im LKV Bremen

#### Bremerhaven
- Kanu Club Bremerhaven e. V.
- Kanu-Verein Unterweser e. V.
- Wassersportverein Frohe Fahrt e. V.
- Wassersportverein Wulsdorf e. V.
- Segel-Club Hamme e. V.

### Hamburger Kanu-Verband
- Alster Canoe Club e. V.[Anm 7]
- Alstereck Verein für Wassersport e. V.[Anm 7]
- Altonaer Turn- und Sportverein e. V. Kanu & Freizeit[Anm 7]
- Bergedorfer Kanu Club v. 1953 e. V.[Anm 7]
- Biller Wassersport „Schwalbe“ von 1928 e. V.[Anm 7]
- Eimsbütteler Turnverband e. V., Wassersportabteilung[Anm 7]
- Freier Wassersportverein Vorwärts e. V.[Anm 7]
- Hamburger Kanu-Club e. V.[Anm 7]
- Hanseat Verein für Wassersport e. V.[Anm 7]
- Harburger Kanu-Club von 1922 e. V.[Anm 7]
- Kanusport Harburg e. V.[Anm 7]
- Niederdeutsche Wanderpaddler e. V.[Anm 7]
- Oberalster Verein für Wassersport e. V.[Anm 7]
- Ring der Einzelpaddler/Faltbootgilde-Verein für Kanusport e. V.[Anm 7]
- Sportvereinigung Polizei von 1920 e. V., Wassersportabteilung[Anm 7]
- Verein für Leibesübungen von 1893 e. V., Sparte Wassersport[Anm 7]
- Wassersportverein Overfreunde Hamburg e. V.[Anm 7]
- Wassersport-Verein Süderelbe von 1921 e. V.[Anm 7]
- TuS Berne e. V., Kanuabteilung[Anm 7]
- Schulsportverein der Gesamtschule Mümmelmannsberg e. V.[Anm 7]
- Sportverein Nettelnburg/Allermöhe
- SV Vorwärts 93 Ost e. V.
- Einzelmitglieder im LKV Hamburg

### Hessischer Kanu-Verband
- Südhessen[9]
  - WSV Lampertheim
  - Kanu Club Lampertheim
  - Kajak Team Hessen Lampertheim
  - Kanuakademie Lampertheim
  - DSW Darmstadt
  - Kanu-Club Darmstadt
  - Darmstädter TSG 1846
  - TSV Pfungstadt
  - TSV Gernsheim
  - Paddel-Volleyball Club Darmstadt
  - Drachenbootverein Darmstadt/Groß-Gerau
  - Sport- und Kulturgemeinde Erfelden

- Rheingau[10]
  - Rheingauer Kanu-Club
  - Kanu-Club Winkel
  - WSV Geisenheim
  - WSG Oestrich
  - Kanu-Verein Ginsheim-Gustavsburg
  - KC Mainz-Kostheim
  - Kasteler Ru.-u. Kanugesellschaft
  - PG Amöneburg
  - SG Biebrich
  - Wiesbadener Kanu-Verein
  - Wassersport-Verein Schierstein
  - Hafenclique Schierstein-Drachenboot-Team

- Untermain[11]
  - KC Romer Sindlingen
  - Ski- und Paddel Club Hattersheim
  - KC 1924 Kelsterbach
  - PG Kelsterbach
  - KC Wanderfahrer 1955 Raunheim
  - Euro Canoe Team 2000 Raunheim
  - WSV ‚Undine’ Rüsselsheim
  - Flörsheimer Ruderverein
  - Hochheimer KV 1921
  - TV 1891 Bommersheim

- Main[12]
  - Höchster Kanu-Club Wiking
  - SKG Frankfurt
  - ESV Blau-Gold Frankfurt
  - Frankfurter Kanu-Verein
  - Frankfurter Stand-Up Paddling (SUP) Sportverein
  - Frankfurter Ruder- und Kanusportverein Sachsenhausen
  - WW Sportclub Frankfurt
  - Skiverein „Snow and Motion“ Wächtersbach
  - Kanu-Klub Mühlheim
  - Wassersportverein Offenbach-Bürgel
  - SG Wiking Offenbach
  - Offenbacher Ruderverein
  - SKG Hanau
  - Paddel-Club Gründau
  - Freunde d. Kanusports

- Lahn[13]
  - SKC Gießen
  - Gießener RC
  - WSV Hellas Gießen
  - Wiesecker Kanu-Club
  - PC Wißmar
  - KC Wassersport Lollar
  - Seepfadfinder u. Kanugilde Dreieich
  - TSG 1903 e. V. Dorlar
  - Wassersportclub Breidenstein
  - KC Limburg i. ESV Blau-Weiß
  - Marburger Kanu-Club
  - Vereinigung Marburger Kanufahrer
  - Kanufreunde Marburg
  - Kanu Club Wetzlar
  - WSC Wetzlar 1971
  - KC Herborn 1990
  - Alsfelder Ski-Club

- Nordhessen[14]
  - Kanu Club Fulda
  - Hersfelder Kanu-Club
  - Kanuwanderer Bad Hersfeld
  - TSV 1850/09 Korbach
  - WVM Melsungen
  - Eschweger Kanu-Club
  - Witzenhäuser Kanu-Club
  - TSV 1897 Breitenbach
  - TTC Schwalmstadt
  - TUSPO Borken
  - KC Hatzfeld
  - TSV Frankenberg
  - Frankenberger Kanu-Club
  - Wassersportverein Twistesee
  - TSV Guntershausen
  - CJD Oberurff Sportgemeinschaft
  - Freie Kanu-Sportler
  - Casseler Kanu-Club
  - PSV Grün-Weiß Kassel
  - Kanu-Vereinigung Hessen Kassel
  - Kanu-Sport Kassel
  - WVC Cassel
  - ACT Kassel
  - Casseler Schwimmv. Kurhessen
  - RV Jakob Grimm Schule

### Landes-Kanu-Verband Mecklenburg-Vorpommern
(Quelle:)
- HSG Universität Greifswald e. V.
- Kanu- und Kleinsegelverein Schwerin e. V.
- Kanuclub Bützow 52 e. V.
- Kanufreunde „Rostocker Greif“ e. V.
- Kanurenngemeinschaft Schwerin e. V.
- KanuSportVerein Güstrow 1990 e. V.
- Kanusportverein Wolgast e. V.
- Kanuverein Gützkow e. V.
- Malchiner Kanu-Club e. V.
- Müritzsportclub Waren e. V.
- Polizeisportverein 90 Neubrandenburg e. V.
- Rostocker Kanu-Club e. V.
- SG Blau-Weiß Parum-Dümmer e. V.
- Sportclub Neubrandenburg e. V. (SCN) Abteilung Kanu
- Sportverein Breitling Rostock e. V.
- Sportverein Mecklenburgisches Staatstheater e. V.
- Stralsunder Kanu-Club e. V.
- SV „Einheit“ Löcknitz 1958 e. V.
- SV „Union“ Wesenberg e. V.
- tow – Wind- und Wassersport e. V.
- Turn- u.Sportgemeinschaft Wismar e. V.
- Wassersport Warnow Rostock e. V.
- Wassersportverein „Einheit“ Neustrelitz e. V.

### Landes Kanu-Verband Niedersachsen
(Quelle: )
- Allgem. Turn- u. Sportverein Cuxhaven von 1862 e. V., Kanu-Abtl.
- Boots-Club Gronau e. V.
- Boots-Club Laatzen e. V.
- Bootsclub Nordhorn
- Borsumer Segel- und Kanuverein v. 1987 e. V.
- Braker Ruder- und Segelverein, Paddelabteilung
- Braunschweiger Kanu-Club e. V.
- Burhafer Sportclub e. V. Kanu-Abteilung
- Buxtehuder Kanu Verein e. V.
- Buxtehuder Wassersportverein „Hansa“ e. V.
- Calenberger Canoe-Club e. V.
- CAN Freizeit und Bildung e. V.
- CJD Elze Leichtathletik e. V.
- CJD Göddenstedt / Kanusport
- CJD-Kanusportgemeinschaft Wolfsburg
- CVJM e. V., Kanu-Abteilung
- Deutscher Alpenverein Sektion Hildesheim e. V., Kanugruppe
- Die Naturfreunde – Kanugruppe Hannover e. V.
- DJK-Wasserwanderer Lemwerder e. V.
- Drachenbootgemeinschaft Tankumsee e. V.
- Drachenbootverein Hannover e. V.
- Drachenbootverein Northeim e. V.
- Einzelmitglieder im LKV Niedersachsen
- Emder Drachenbootverein Cassens e. V.
- Emder Kanu-Club e. V. 1975
- Evangelisch luth. Kirchengemeinde Hittfeld
- Faltbootabteilung des MTV Vater Jahn Peine
- FC Hoffnung Pilsum e. V.
- Flughafen Hannover Sportgruppe Kanu (FHSK)
- Förderverein der IGS Linden e. V.
- FSV BfnL Göttingen – Kanu-Abteilung
- FSV Sarstedt Kanu-Sport-Abteilung
- Göttinger Paddler-Club e. V.
- GSV Braunschweig 1925 e. V., Gehörlosen-Kanu-Abteilung
- Hannoverscher Kanu-Club von 1921 e. V.
- Hansa-Sportverein Stöckte e. V. Kanu-Abteilung
- Holtorfer Sportvereinigung e. V., Kanuabteilung
- Kajak-Club Burgdorf e. V.
- Kanuabteilung Rasensportverein Hannover v. 1926 e. V.
- Kanu-Club Bramsche e. V.
- Kanu-Club Ems Lingen e. V.
- Kanu-Club Flotwedel e. V.
- Kanu-Club Hameln e. V.
- Kanu-Club Hasbergen e. V.
- Kanu-Club Lachendorf e. V.
- Kanu-Club Leer e. V. Drachenboot-Team „De Döspaddels“
- Kanu-Club Limmer e. V.
- Kanu-Club Nienburg/Weser e. V.
- Kanu-Club Salzgitter e. V.
- Kanu-Club Springe e. V.
- Kanu-Club Steinhuder Meer e. V. (Hagenburg)
- Kanu-Club Uelzen e. V.
- Kanufreunde Adenstedt e. V.
- Kanu-Gemeinschaft List e. V.
- Kanu-Gemeinschaft Peine v. 1951 e. V.
- Kanu-Gesellschaft-Celle e. V.
- Kanu-Gruppe an der Neuen Oberschule Braunschweig e. V.
- Kanugruppe im SOS-Kinderdorf Worpswede
- Kanu & Kajak Freunde Nienhagen e. V.
- Kanu-Klub Holzminden e. V.
- Kanu-Sport-Club Barnstorf e. V.
- Kanu-Sport-Club e. V.
- Kanu-Sportgemeinschaft Jugenddorf Oldenburg
- Kanu-Sport-Gemeinschaft Neustadt e. V.
- Kanu- und Ruderverein, KuRVe Gifhorn
- Kanu- und Segelclub Mardorf e. V.
- Kanu- und Segel-Gilde Hildesheim e. V.
- Kanu- und Segelklub Stolzenau e. V.
- Kanu- und Segelsportverein Wilhelmshaven e. V. von 1966
- Kanu- und Wassersportfreunde Emmerthal e. V.
- Kanu-Verein Stade e. V.
- Kanu-Wanderer Braunschweig e. V.
- Kanu-Wanderer Hannover
- Kanu-Wanderer Rotenburg (Wümme) e. V.
- Kraniche Alfeld-CWA Christl. Wanderpaddler Alfeld-Marienhage
- Landes-Kanu-Verband Niedersachsen e. V.
- Lebenshilfe Braunschweig e. V. Kanugruppe Okerpiraten
- Leuphana Universität Lüneburg Institut für Bewegung, Sport & Gesundheit (IBSG)
- Lüneburger Kanu-Club e. V.
- MTV 1862 e. V. Vorsfelde – Drachenboot
- MTV Luhdorf-Roydorf e. V. Abteilung Kanusport
- Mündener Kanu-Club e. V.
- NaturFreunde Deutschlands, Ortsgruppe Wilhelmshaven
- Nordheide Kanadier e. V.
- Oldenburger Yacht-Club e. V. Kanu-Abteilung
- OS Ahlem – Kajak-Gruppe
- Oskar-Schindler-Gesamtschule
- Osnabrücker Kanu-Club von 1926 e. V.
- Ottersberger Kanu-Club
- Paddel-Club Stöcken e. V.
- Paddelfreunde Burgwedel e. V.
- Paddelfreunde Timmel e. V.
- Paddel-Klub Celle e. V.
- Paddel-Klub Hannover e. V.
- Paddelklub Niedersachsen e. V.
- Paddel- und Ruderverein Fehndrachen e. V.
- Paddel-Vereinigung Wienhausen von 1932 e. V.
- Papenburger Ruderclub e. V., Kanu-Abteilung
- Polizeisportverein Braunschweig e. V., Kanu-Abteilung
- Postsportverein Kreiensen 06 e. V. Kanu-Abteilung
- Rasensportverein Braunschweig v. 1928 e. V., Kanu-Abteilung
- Rintelner Kanu-Club e. V.
- Sander Kanu- und Segelverein e. V.
- SC 111NN Braunschweig e. V.
- SC Uetze e. V., Kanusparte
- SC Wietal v. 1988 e. V.
- Segel-Club Hameln e. V. e. V.
- Segelclub Juist e. V.
- Segel-Verein Nienburg e. V.
- Spiel- und Sportverein Groß-Hesepe e. V., Abtl. Kanu
- Sportclub Bad Muender e. V.
- Sport Club Hannover e. V. -Kanu-
- Sportfreunde Bispingen e. V.
- Sport- und Schützenverein Schillerslage v. 1963 e. V. – Segelsparte
- Sportverein Tungeln e. V.
- Stedinger Turnverein v. 1861 e. V. Berne-Kanu-Gruppe
- SUP Sparte, Wassersportverein Altwarmbüchen e. V.
- SUP und Outdoorverein Lüneburg e. V.
- Surf und Kanu Club Rheiderland e. V., Kanuabtl.
- SV-Eintracht Burgdorf e. V.
- SV Nienhagen v. 1928 e. V., Kanu-Abteilung
- Todtglüsinger Sportverein v. 1930 e. V.
- TSV Bremervörde, Kanu-Abteilung
- TSV Winsen/Luhe v. 1850 e. V., Kanu-Abteilung
- Turnerschaft Großburgwedel e. V., Kanu-Abteilung
- Turn- und Spielverein Aurich Ost e. V.
- Turn- und Wassersportverein Göttingen von 1861 e. V.
- Turn- u. Sportverein Bramsche, Kanu-Abteilung
- Turn- u. Sportverein Ihlienworth e. V. v. 1910, Kanu-Abt.
- Turnverein Lilienthal v. 1862 e. V., Kanu-Abt.
- Turnverein Scheeßel v. 1892 e. V. Kanu-Abteilung
- Turnverein Uelzen v. 1860 e. V., Kanuabt.
- TuS Bad Essen v. 1896 e. V.
- TuSG Ritterhude v. 1887 e. V., Wassersportabteilung
- TUS Hermannsburg e. V. Kanu-Abteilung
- TuS Warfleth e. V., Kanuabteilung
- TV Frischauf Hambergen, Kanuabteilung
- TV Hemeringen v. 1924 e. V. – Kanusparte
- TV Jahn e. V. Walsrode Kanu-Abteilung
- Vereinigung für Kanurennsport Nord (VKN)
- Vereinigung Göttinger Faltbootfahrer e. V.
- Walter-Requardt-Heim Spiekeroog
- Wassersportclub Gieboldehausen e. V.
- Wassersportclub Lathen e. V.
- Wassersportclub Westen e. V.
- Wassersportfreunde Neuenhaus
- Wassersport Gronau-Leine e. V.
- Wassersportverein Bederkesa e. V.
- Wassersportverein Harle e. V.
- Wassersport-Verein Hoya e. V.
- Wassersportverein Landesbergen e. V.
- Wassersportverein Norden e. V.
- Wassersportverein Nordenham e. V.
- Wassersportverein Osnabrück e. V.
- Wassersportverein Quakenbrück von 1913 e. V.
- Wassersportverein Ritterhude – Kanusparte
- Wassersportverein Verden e. V.
- Wassersportverein Wildeshausen e. V.
- Wasserwanderer Salzgitter e. V.
- Wasser-Wander-Gemeinschaft Letter e. V.
- Welse-Delme-Weser e. V. Kanu-Abteilung
- Wiking-Faltbootwanderer Kirchweyhe e. V.
- Wilhelmshavener Kanu-Freunde 1950 e. V.
- Wilhelmshavener Kanu-Klub 1927 e. V.
- Wolfsburger Kanu-Club e. V.
- Yachthafen Baalmann Borkum
- Zwischenahner Kanu-Club 1974 e. V.

### Kanu-Verband Nordrhein-Westfalen
(Quelle: )
- Aachener Boots-Club e. V.
- Wasser-Sportfreunde Aachen e. V.
- Kanu-Verein Ahlen e. V.
- Die Wellenbrecher e. V.
- Albersloher Kanu-Club v. 1989 e. V.
- TuS 1969 e. V. Aldenhoven, Kanuabteilung
- Altenaer Canu-Verein e. V.
- Kanu-Club Sorpesee Altena e. V.
- Ski- und Kanuclub 1952 e. V. Neheim-Hüsten
- Bad Honnefer Kanu-Club e. V. (BHKC e. V.)
- Kanu-Verein Bad Oeynhausen e. V.
- Turngemeinde Schötmar v. 1863, Kanuabteilung
- Turnverein Beckum 1892 e. V., Kanuabteilung
- Kanu-Klub e. V. Bergheim
- Kanu-Verein Rünthe e. V.
- Wassersportverein Beverungen e. V. 1950
- Bielefelder Kanu-Club e. V.
- TV die Naturfreunde Bielefeld e. V., Kanuabteilung
- Kanu-Sport-Verein Bielefeld e. V.
- Bochumer Kanu-Club e. V.
- Kanu-Club Wiking Bochum 1951 e. V.
- Wassersportverein Bochum e. V.
- Kanu-Club-Lessing-Schule Bochum e. V.
- PSV Ruhr e. V.
- NaturFreunde Bochum-Langedreer e. V.
- Linden-Dahlhauser Kanu-Club e. V.
- Godesberger Kanu-Club 1932 e. V.
- Kanu-Club Mehlem 1928 e. V.
- Plittersdorfer Kanu-Freunde e. V.
- Bonner Wassersportverein 1922 e. V.
- Schwimm- u. Sportfreunde Bonn e. V., Kanuabteilung
- Bonner Turn-Verein 1860 e. V.
- Post-Sportverein Bonn e. V., Kanuabteilung, Gst.
- Verein für Kanusport Bonn 1921–25 e. V.
- Wassersportverein Blau-Weiss Bonn e. V.
- Oberkasseler Wassersportverein 1923 e. V.
- Dragonboat-Club Borken e. V.
- Herseler Wassersportverein 1930 e. V.
- Bottroper Kanu-Club e. V. 1954
- Turnverein von 1890 Brakel e. V., Kanuabteilung
- Faltboot Freunde Brühl e. V.
- Brühler Surf Club 1976 e. V.
- Kanu-Segel-Club Bünde e. V.
- Kanu-und Skiclub Büren e. V.
- Castroper Turnverein 1874 e. V., Kanuabteilung
- Freie Kanufahrer Rauxel e. V.
- Kanu-Club Erin Castrop-Rauxel e. V.
- Kanu-Klub Rauxel 1949 e. V.
- DJK Eintracht Coesfeld e. V.
- Kanu-Freunde Coesfeld 98 – Die Doespaddel – e. V.
- Kanu Klub 1928 e. V. Datteln
- Kanuten Emscher Lippe e. V. Datteln
- Das Boot e. V.
- Kanu-Gesellschaft Dinslaken e. V.
- Wassersportclub Bayer Dormagen e. V. 1950
- Kanu Abteilung DPSG Stamm Greifen
- Kanu-Freunde Dorsten e. V.
- Lust auf Leben e. V.
- 1. Dortmunder Kanu-Verein 1924 e. V.
- Freier Sportverein von 1898 Dortmund e. V.,Kanu-Abtl.
- TSC Eintracht 1848/95 Dortmund, Kanuabteilung
- Wassersportgruppe der NaturFreund:innen Dortmund Nord e. V.
- Beeckerwerther Kanu-Verein e. V.
- Bertasee Duisburg e. V.
- Duisburger Kanu-u.Segel-Club e. V.
- ESV Grün-Weiß-Roland Meiderich e. V. 1922/27
- Freie Wasserfahrer Duisburg-Süd e. V. 1928
- 1. Kanu- u. Motorbootclub Hamborn/Rheinhausen e. V. gegr. 1925/1958
- Kanusportverein Duisburg-Wedau e. V.
- 1. Meidericher Kanu-Club 1921 e. V.
- Schwimm-u.Paddel-Club Ackerfähre e. V. 1922 Duisburg
- Freie Wasserfreunde e. V.
- Wassersportverein Niederrhein e. V. Duisburg
- Kanu-Club Rheintreue Homberg e. V.
- Kanu-Club Homberg Gerdt e. V. 1926
- Wassersportverein Rheinhausen 1927 e. V.
- Wassersportgemeinschaft Rumeln-Kaldenhausen 1961 e. V.
- Wassersportverein Glückauf Walsum e. V.
- Wanheimer Kanu-Gilde e. V.
- Kanu-Regatta-Verein Duisburg e. V.
- AlohaSupClub e. V.
- Dürener Turnverein 1847 e. V.
- 1. Dürener Drachenbootverein e. V.
- Düsseldorfer Kanu-Club e. V.
- Düsseldorfer Paddlergilde e. V.
- Freie Wasserfahrer Düsseldorf 1921 e. V.
- Kajak-Club Düsseldorf-Hamm e. V. 1923
- WSVB e. V. Düsseldorf-Lörick
- Wasser-Wanderer Düsseldorf e. V.
- Wassersportverein Rheintreue Düsseldorf e. V.
- Wikinger Kanufreunde Himmelgeist e. V.
- Emmericher Kanu-Verein e. V.
- Canu-Club Emsdetten 1950 e. V.
- Milsper Turnverein von 1874 e. V. Kanuabteilung
- Kanufreunde Sparkasse Ennepetal
- Wassersportfreunde Liblar 1960 e. V.
- Eschweiler Kanu Club e. V.
- Kanugruppe des Söderblom-Gymnasium Espelkamp
- BSG Merkur Gauselmann e. V.
- Club Essener Wanderpaddler e. V.
- ESV Grün-Weiss Essen e. V., Kanuabteilung
- Eisenbahner-Sportverein Essen Kupferdreh e. V.
- Essener Faltbootfahrer e. V.
- Essener Kanu-u.Segelgesellschaft e. V.
- Freie Wasserfahrer Essen-Steele 1929 e. V.
- Kanuklub Industrie Essen e. V.
- Kanu Klub Zugvogel Essen e. V.
- Kanufreunde und Fischereiverein Essen-Werden e. V.
- Kanu-Gesellschaft Assindia e. V.
- Kanugesellschaft Ruhreck e. V. Essen Überruhr
- Kanu-Gesellschaft Wanderfalke e. V. Essen
- Kanusport-Gemeinschaft Essen e. V.
- Kanu-Sportverein Rothe Mühle e. V. Essen 1924
- Kanuverein Paddelfreunde e. V. Essen
- Post-Telekom Sportverein Essen e. V., Kanuabteilung
- Rasen und Wassersportverein Essen 1931 e. V.
- RUWA Dellwig 1925 e. V.
- Schwimmverein Steele 1911 e. V., Kanuabteilung
- Steeler Kanu Club e. V.
- Turnverein 1877 e. V. Essen-Kupferdreh -Kanuabt.
- Wassersportverein "Neptun"e. V. Essen Überruhr
- Kanu-Sport-Club Kettwig e. V.
- Turnerbund Essen 1900 e. V. Kanu-Abt.
- Märkische Turngemeinde Horst 1881 Kanuabteilung
- Trimm-Club e. V., Gst.
- Kanu-Regatta-Verein Baldeneysee e. V. Essen
- Sportarbeitsgemeinschaft ABBS Euskirchen e. V.
- Wasser- u. Skisportverein Euskirchen e. V.
- Kanu-Club 1933 e. V. Fröndenberg
- Gelsenkirchener Kanu-Club e. V.
- Ski-u.Kanufreunde Geseke e. V.
- KICK IN e. V.
- Kanu-Club Gladbeck 1957 e. V.
- Kanu-Freunde Wiking Gladbeck e. V.
- Kanu-Wander-Club Grefrath 1983 e. V.
- Kanufreunde Emshaie Greven e. V.
- Kanu-Club Grevenbroich 1953 e. V.
- Paddel-Club Grevenbroich e. V. 1956
- Kanu-Sport-Verein Epe e. V.
- Behindertensport-Gemeinschaft Gummersbach e. V. 1957
- Gütersloher Faltbootgilde e. V.
- Kanu-Club Hagen 1953 e. V.
- Kanu-Verein Freizeit Hengsteysee e. V.
- Kanu-Verein Wasserwanderer Hagen e. V.
- Hohenlimburger Kanu-Verein e. V.
- Kanu-Club Hohenlimburg e. V.
- Kanu-Club Dahl e. V.
- Kanu-Slalom-Team Rhein-Ruhr e. V.
- Paddlergilde „Nasse Brüder“ Haltern e. V.
- Turn- u. Sportverein 1859 Hamm e. V. Kanuabteilung
- Kanu-Ring e. V. Hamm
- Wassersportverein Hamm 1930 e. V.
- Kanu-Verein 45 Herringen e. V.
- BSG Kraftwerk Westfalen Kanuabteilung
- Kanu-Verein Werries 1931 e. V.
- Hammer SportClub 2008 e. V.
- Faltboot-Klub Hattingen e. V.
- Sport-Gemeinschaft Welper e. V. Kanuabt.
- Sportverein Heiligenhaus e. V. Kanuabteilung
- Kanu-Segel-Club Hemer e. V.
- Herdecker Kanu-Club 1925 e. V.
- Herforder Kanu-Klub e. V.
- Ski-Club Herne e. V.
- Kanusport TG Herne Horsthausen 1890 e. V.
- Canu-Touring-Wanne 32/02 e. V.
- Wassersportgemeinschaft Wanne-Eickel e. V.
- Wanner-Kanu-Verein e. V.
- Werrepiraten e. V.
- Kanu-Club Hilden e. V.
- Kanu-Verein Holzwickede e. V.
- Wassersport Höxter e. V.
- Schwimm-Club Hürth 1930 e. V., Kanuabteilung
- Kanuten für Natur e. V.
- Kanu-Club Kleverland e. V.
- Club für Wassersport 1931 e. V. Köln-Niehl
- ESV Olympia Köln e. V.
- Freie Wassersport Vereinigung Köln e. V.
- Kanu-Club Grün-Gelb Köln e. V.
- KC Zugvogel Blau-Gold Köln e. V.
- Kanu-Sport-Freunde Köln e. V.
- Kanusport Köln-Mülheim e. V.
- Kölner Faltboot-Club 1930 e. V.
- Rhein-Kanu-Club Köln e. V. 1923
- Verein für Wassersport Blau-Weiß 1932 e. V. Köln
- Wassersportfreunde 31 e. V. Köln
- Wassersportfreunde Neptun e. V. Köln
- Kanu-Sport-Gemeinschaft e. V. Köln
- Carl-Sonnenschein-Haus e. V.
- Sport Club Janus e. V.-Kanuabtl.
- Paddel-Club-Köln e. V.
- Kanu-Club Königswinter e. V.
- Kanu-Wander-Club Krefeld e. V. 1950
- Krefelder Kanu-Klub 1927 e. V.
- Uerdinger Kanu-Klub e. V.
- Abentoyer Niederrhein e. V.
- SC Bayer 05 Uerdingen e. V., Kanuabteilung
- Krefelder Turn- und Sportverein Preussen 1855 Kanusport 1927 e. V.
- Spielvereinigung Boich-Thum e. V., Kanuabteilung
- Kanu-Club Langenfeld e. V.
- Schwimmverein Langenfeld 1912 e. V., Kanuabteilung
- Kanu-u. Segel-Club Lemgo e. V.
- Verein für Kanusport Bayer Leverkusen e. V.
- Wasser-u.Wintersport-Club e. V. Lippstadt
- Agger-Canadier-Club e. V.
- Kanu-Club Löhne e. V.
- Steverpiraten e. V.
- Kanu- u. Ski-Club Lünen e. V. 1949
- BSG Steag AG – Kanuabteilung
- Faltboot-Club Hamm Marl e. V. 55
- Freie Kanufahrer Marl e. V. 1932
- Kanu-Club Hamm Marl e. V.
- Kanu- und Sportgemeinschaft Marl-Lippe e. V.
- Marler Kanu-Club e. V.
- VFL Hüls e. V., Kanuabteilung
- Kanufreunde Marl 1928 e. V.
- Turn- und Sportverein Marl-Hüls 2019 e. V.
- Kanu-Club Menden e. V.
- Kanu Freunde Meschede e. V.
- Polizei-Sportverein-Mettmann e. V., Abtl. Drachenboot
- Faltboot u. Skiclub Minden e. V.
- Kanu Klub Minden e. V.
- Kanusportgemeinschaft Kurt-Tucholsky GS Minden e. V.
- Mindener Drachenboot Club e. V.
- SV 1860 Minden e. V.
- Wassersportverein Moers e. V.
- Schwimm-Sport-Vereinigung Rheydt e. V.
- Monheimer Kanu-Club 1972 e. V.
- Wassersportverein Monheim e. V.
- Kanu-Club EWWG 62 e. V. Monschau
- DJK Ruhrwacht e. V. Mülheim/Ruhr
- Kanu-Gesellschaft Haus Kron e. V.
- Kanu-Gilde Mülheim e. V.
- Mülheimer Kanu-u.Ski-Freunde e. V.
- Mülheimer Kanusport-Verein e. V.
- Kahlenberger Hockey- und Tennisclub e. V.
- Ruhrfire Drachenboot e. V.
- Kanu-Verein Münster 1922 e. V.
- Paddel-Sport Münster v. 1923 e. V.
- Turngemeinde Münster v. 1862 e. V., Kanuabt.
- Blindenwassersportverein Münster e. V.
- Kanupolo Münster e. V.
- Wassersportzentrum Münster e. V. 1964
- Wassersportfreunde De Witt-See 1946 e. V. Nettetal
- Ruder- u. Kanu-Club Lobberich 1949 e. V.
- Kanuabteilung des Neukirchener Erziehungsvereins
- Holzheimer Sportgemeinschaft 1920 e. V.
- Neusser Kanu-Club e. V.
- Faltboot und Kajak Club Zugvögel Neuss e. V.
- Dürener Kanu Club e. V.
- Wassersportverein Blau-Weiß Rheidt
- Kanu-Club Grenzland Niederkrüchten e. V.
- Einzelmitglieder im LKV Nordrhein-Westfalen
- Alstadener Kanu-Club Oberhausen Rhld. e. V.
- Oberhausener Kanu-Verein v.1928 e. V.
- Paddelverein Wasserbummler 1932 e. V. Oberhausen
- Turnclub Sterkrade 1869 e. V. Oberhausen
- Kanu-Team 2000 e. V.
- Wasserwanderer Stever-Lippe Olfen e. V.
- Kanu Club Olpe/Biggesee e. V.
- Kanu-Club Paderborn 1927 e. V.
- Kanu-Klub Petershagen e. V.
- KSV Kenterpreis Windheim e. V.
- TV Jahn 1887 e. V. Plettenberg, Kanuabteilung
- KSC Porta e. V.
- Kanusportverein Radevormwald/Remscheidt e. V.
- Wassersport-Club Volkardey e. V. seit 1981
- Kanu-Club Recklinghausen II e. V.
- TuWSV e. V. Recklinghausen-Süd, Kanuabteilung
- Förderverein Kanubreitensport NRW e. V.
- Reeser Kanu-Club e. V.
- Kanu-Club Wiedenbrück-Rheda e. V.
- Zelt- und Wassersportfreunde Rheintreue e. V.
- Kanu-Club Rheine 1950 e. V.
- Emsstern Rheine
- Wassersportverein Rheine 1932 e. V.
- TUS Viktoria Rietberg 1910
- TuS Mantinghausen e. V., Kanuabteilung
- Kanu-Club Schieder e. V.
- Turnverein Schmallenberg e. V., Kanuabteilung
- Kanu-und Surf-Verein Schwerte e. V.
- Canoe-Club Selm 1990 e. V.
- Selmer Kanuverein e. V.
- Kanu-Club Delphin Siegburg 1958 e. V.
- Siegburger Turnverein 1862/92 e. V., Kanuabteilung
- Kanufreunde Siegerland e. V.
- Ski-Klub Soest e. V., Kanuabt.
- Ohligser Turnverein 1888 e. V., Kanuabteilung
- PC Wasserwanderer Solingen e. V.
- Sportgemeinschaft Itter 88 e. V., Kanuabteilung
- Kanu-Schulsportgruppe Spenge
- Kanusportverein Stadtlohn e. V.
- Breitensport Burgsteinfurt e. V.
- TV Friesen Telgte von 1951 e. V., Kanuabteilung
- Paddelclub Splenterbüchsen e. V. Telgte
- Paddel-Club Telgte e. V.
- Kanu-Klub Pirat e. V. Bergheim/Sieg
- Kanuklub Unna 1949 e. V.
- Kanu-Club Langenberg 1960 e. V.
- Langenberger SG 1861/1906 eV Kanuabteilung
- Wasser-Wander-Freunde Verl e. V.
- Kanu-Club Friedrichsfeld e. V.
- Turnverein Voerde 1920 e. V., Kanuabteilung
- DLRG Ortsgruppe Waltrop e. V.
- Kanu-Club Warburg 1958 e. V.
- SV 47/63 Stockum e. V. Kanuabteilung
- Kanu-Freunde Lippe e. V. Wesel
- Weseler Kanu-Club e. V.
- Paddel Voraus Wesel e. V.
- Ruder- und Tennisgesellschaft Wesel 1907 e. V., Surfabtl.
- Kanu-Club Wetter 1901 e. V.
- Kanuclub Wickede-Ruhr e. V.
- TV Rosbach Kanu-Abteilung
- Kanufreunde Wipperfürth/Oberberg e. V.
- Canu-Camping-Freunde Witten e. V.
- Faltbootfahrer Wanderfalke Witten e. V.
- Wasserfreunde Witten e. V.
- Kanu-Klub „Neptun“ e. V. Witten/Ruhr
- Kanu-Club Witten e. V.
- Kanu-Freunde Witten e. V.
- Kanu-Ski-Club Witten e. V. 1951
- Paddler-Club Ruhrinsel e. V. Witten
- Wittener Kanuslalom-Gemeinschaft e. V.
- Allgemeiner WSV Bergisch Land e. V.
- ESV Wuppertal Ost e. V., Kanuabteilung
- Kanu-Sport-Gemeinschaft Wuppertal e. V.
- Verein für Kanusport e. V. Wuppertal
- Wuppertaler Kanu-Club e. V.
- Wuppertaler Paddler-Gilde e. V.
- Regattaverein Kanu-Rennsport NRW e. V.

### Pfälzischer Kanu-Verband
(Quelle: )
- Kanu-Club Altrip e. V.
- Kanuverein Südliche Weinstraße e. V.
- Wassersportverein Roxheim von 1955 e. V.
- Kanu- und Segel Club Frankenthal von 1922 e. V.
- Kanusportgemeinschaft Germersheim e. V.
- 1. Ski- und Kanu-Club Kaiserslautern e. V.
- Paddlergilde Kaiserslautern 1926 e. V.
- Kanu-Club Landau e. V.
- Kayak Club im ASV Landau e. V.
- Freizeitclub Leimersheim e. V.
- Eisenbahner Sportverein 1927 e. V. Ludwigshafen, Kanuabtl.
- Ludwigshafener Kanu-Club e. V.
- Paddler-Gilde Ludwigshafen e. V.
- Touristenverein „Die Naturfreunde“ OG Oppau-Edigheim e. V.
- PaddelClub Otterstadt e. V.
- Wasgau Kanu-Club e. V.
- Paddelsportgruppe Diakoniezentrum Pirmasens
- DVA, Deutscher Verband für Abenteuersport Region Pfälzerwald e. V.
- Kanu-Club Speyer e. V.
- CJD Wolfstein Sportgemeinschaft e. V.
- Ruder- und Kanu-Club Wörth e. V.
- Wassersportfreunde Zweibrücken e. V.
- Kanu-Club Zweibrücken e. V.

### Kanu-Verband Rheinhessen
- Wassersportfreunde Guntersblum e. V.
- Eisenbahner Sportverein Mainz 1927, Kanuabteilung
- Kanu- u. Ski-Gesellschaft 1921 Mainz-Mombach
- Mainzer Kanu-Verein 1920 e. V.
- Kanufreunde 1929 e. V. Mainz-Mombach
- Wassersportverein „Neptun“ Mainz-Mombach
- Kanu-Club 1981 e. V. Mainz-Mombach
- Freizeit- und Canoe Club „Killerwalze“
- Kanu-Club Oppenheim
- Einzelmitglieder im LKV Rheinhessen
- Faltbootclub Worms e. V.
- Kanu-Verein Worms e. V.
- Wassersportverein Worms e. V.

### Kanu-Verband Rheinland
(Quelle:)
- Diezer Paddler Gilde e. V.
- FWV Vallendar
- Kanuclub Nette Plaidt e. V.
- Kanu-Club Unkel
- Kanuclub Wissen
- Kanu-Sport-Verein Bad Kreuznach e.V
- Nassauer Kanu-Club 1950 e. V.
- Neuwieder Kanu-Club e. V.
- Neuwieder Wassersportverein e. V.
- Post-Sportverein Koblenz e. V.
- Ruder- und Kanuverein e. V. Bad Kreuznach -Kanuabteilung
- Ruderclub Traben-Trarbach e. V. – Kanuabteilung
- Rudergesellschaft Trier
- Trierer Kanu-Fahrer 1948 e. V.
- Turnverein Bitburg 1911 e. V. – Kanuabteilung
- VfL Brohl e. V. – Wassersportabteilung
- Wassersportclub Untermosel e. V.
- Wassersportverein Bad Breisig e. V.
- Wassersportverein e. V. Koblenz-Metternich
- Wassersportverein Fahr 1925
- Wassersportverein Remagen e. V.
- Wassersportverein Sinzig e. V.

### Saarländischer Kanu-Bund
- SV Besch 1920 e. V., Kanuabteilung
- Kanu-Club Dillingen e. V./Saar
- Kanu-Club Merzig e. V.
- Kanu-Freunde Mettlach
- Phönix e. V. Diakonisches Zentrum
- VfK Saar
- Kanu-Wanderer Saarbrücken e. V.
- Saarbrücker Kanu-Club e. V.
- Verein zur Förderung des Jugendsports Saar, Abteilung Kanu
- Regattaverein Saar e. V.
- Einzelmitglieder im LKV Saarland
- Kanu-Club Undine Saarlouis
- Kanu-Sportverein Saarlouis
- Kanu-Club Völklingen
- 1. Drachenbootverein Saar e. V.

### Sächsischer Kanu-Verband
(Quelle:)
- Chemnitzer Kanusportverein e. V.
- Chemnitzer Paddelfreunde 1951 e. V.
- Coswiger Kanu-Verein e. V.
- Dresdner Kanu-Club „Elbe 46“ e. V.
- Eisenbahnersportverein Dresden e. V.
- Eisenbahnersportverein Lokomotive Döbeln e. V.
- Kanu Club Dresden e. V.
- Kanu- und Freizeitclub Markranstädt e. V.
- Kanu- und Freizeitsportverein Pleißental e. V.
- Kanu- und Freizeitzentrum Leipzig-Südwest e. V.
- Kanu- und Sport-Verein Colditz e. V.
- Kanu- und Wassersportverein Pöhl e. V.
- Kanu-Club Zwickau e. V.
- Kanusport- und Spielverein Glauchau e. V.
- Kanusportverein „Falke“ Zschopau e. V.
- Kanusportverein 1928 Flöha e. V.
- Kanuverein Geringswalde e. V.
- Kanuverein Laubegast Dresden e. V.
- Leipziger Sportverein Südwest e. V.
- Leipziger-Kanu-Club e. V.
- Mountain and River Verein für Kanu- und Freizeitsport Glauchau e. V.
- NSV Gelb-Weiss Görlitz e. V.
- Riesaer Wassersportverein e. V.
- Sächsische Einzelpaddler Vereinigung e. V.
- Sächsischer Kanusportverein Mittweida e. V.
- SG Motor Leipzig West e. V.
- Spiel- und Sportverein Planeta Radebeul e. V.
- Sportclub DHfK Leipzig e. V.
- Sportclub Riesa e. V.
- Sportgemeinschaft Germania Kanusport Leipzig e. V.
- Sportgemeinschaft Kanu Meißen e. V.
- Sportgemeinschaft Lauenhain e. V.
- Sportgemeinschaft Leipziger Verkehrsbetriebe e. V.
- Sportgemeinschaft Lokomotive Wurzen e. V.
- Sportverein Blau-Gelb Borna e. V.
- Sportverein Chemie Nünchritz e. V.
- Sportverein Dresden-Neustadt 1950 e. V.
- Sportverein Fortschritt Pirna e. V.
- Sportverein Grün-Weiß Pirna e. V.
- Sportverein TuR Dresden e. V.
- Sportverein Turbine 1948 Frankenberg e. V.
- SV Kanu Leisnig e. V.
- Torgauer Kanu Club e. V.
- TSV Rotation Dresden 1990 e. V.
- Turn- und Sportverein 1893 Leipzig-Wahren e. V.
- Universitätssportclub Leipzig e. V.
- USV TU Dresden e. V.
- Verein Kanusport Dresden e. V.
- Wassersportverein „Am Blauen Wunder“ Dresden e. V.
- Wassersportverein „Wiking Schweifsterne“ Dresden e. V.
- Wasser-Stadt-Leipzig e. V.
- Wasserwander-Sportverein Brandis e. V.

### Landes-Kanu-Verband Sachsen-Anhalt
(Quelle:)
- 1. Drachenbootverein Goitzsche e. V.
- 1. Hallescher Drachenbootverein e. V.
- Arendseer Drachenboot Verein \"Arendseer Red Dragon\" e. V. 2012
- Böllberger SV Halle e. V.
- Hallescher KC 54 e. V.
- Harzer KC Königshütte e. V.
- Havelberger WSV e. V.
- Junkers PG Dessau e. V.
- Kanu Klub Börde
- Kanu Raguhn e. V.
- Kanu Verein Zeitz
- Kanu-Club Jeßnitz/Anhalt e. V.
- Kanu-Verein Coswig/Anhalt e. V.
- Kanuclub Aken e. V.
- Kanuclub Schönburg e. V.
- Kanuteam Sachsen-Anhalt e. V.
- Kanuverein 96 Halle e. V.
- KC Bad Dürrenberg e. V.
- KC Falke Magdeburg e. V.
- Köthener Kanu-Club e. V. v. 1950
- KV Harmonie Elster/Elbe e. V.
- Landes Kanu-Verband Sachsen-Anhalt e. V.
- MBSV Wasserwandern Bernburg e. V.
- Naumburger KC e. V.
- Para Sport Gemeinschaft Halle e. V.
- Postsportverein Magdeburg von 1926 e. V.
- Roßlauer Paddlerverein v. 1922
- Sandersdorfer Kanu-Verein
- Schönebecker Kanu Club e. V.
- SG Blau-Weiß Niegripp e. V.
- SG Einheit Halle e. V.
- SG Lok Schönebeck
- Sportclub Kanu Rogätz e. V.e. V.
- Sportclub Magdeburg e. V.
- SSV „Blau-Weiß“ 04 Barby e. V.
- SV 1919 Wacker Wengelsdorf/Abt. Kanurennsport
- SV 1924 Nebra e.V, Abteilung Wasserwandern
- SV Chemie Genthin e. V., Sek. Kanu
- SV Eintracht Gommern e. V.
- SV Großkayna 1922 e. V., Abt. Drachenboot
- SV Halle e. V.
- TSG Calbe e. V. Abt. Kanu
- UNION 1861 Schönebeck e. V./ Abteilung Kanu
- Wassersportverein Anhalt e. V.
- Wassersportverein Arendsee e. V.
- Wassersportverein Buckau-Fermersleben e. V., Kanuabtl.
- Wassersportverein Empor Bernburg e. V.
- Wassersportverein Lok Magdeburg e. V.
- Wasserwanderer Schlangengrube e. V.
- Wolmirstedter Kanu-Verein e. V.
- WSC Friedersdorf 1949 e. V.
- WSF Burg 1924 e. V.
- WSG Wittenberg 1962 e. V.
- WSV Haldensleben e. V. Abt. Kanu

### Landes-Kanu-Verband Schleswig-Holstein
(Quelle:)
- Bimöhler Sportverein e. V.
- Bootsverein Obertrave e. V.
- Capybaras e. V.
- Ellerbeker Turnvereinigung von 1886 e. V.
- Elmshorner Wanderpaddler e. V.
- Erster Flensburger Kanu-Klub e. V.
- Erster Kanu-Klub Neumünster e. V.
- Flensburger Paddelfreunde e. V.
- Freiherr-vom-Stein-Yacht-Club e. V.
- Gemeinschaft der Wasserwanderer e. V. Preetz
- Itzehoer Kanu-Club e. V.
- Itzehoer Wasser-Wanderer e. V.
- Kanu-Club Geesthacht e. V.
- Kanu-Club Lübeck e. V.
- Kanu-Gemeinschaft Bad Segeberg e. V.
- Kanu-Gemeinschaft Eiderstedt e. V.
- Kanu-Gruppe Wilster e. V.
- Kanu-Vereinigung Kiel e. V.
- Kieler Kanu-Klub von 1921 e. V.
- Lübecker Kanu- und Segelsport-Verein e. V.
- Lübecker Motor-Yacht-Club e. V.
- Lübecker Ruder-Gesellschaft von 1885 e. V.
- Naturfreunde Büdelsdorf
- Postsportverein Heide e. V.
- Preetzer Turn- und Sportverein e. V.
- Raisdorfer Kanu-Klub e. V.
- Ratzeburger Kanu-Club e. V.
- Rendsburger Kanu-Club e. V.
- Rudergesellschaft Lauenburg e. V.
- SC Gut Heil Neumünster von 1881 e. V.
- Schleswiger Kanu-Club “Haithabu” e. V.
- Schülerwassersportverein am Hans-Geiger-Gymnasium von 1976 Kiel e. V.
- Sport- und Freizeit-Club Ottendorf e. V.
- Sportverein Hamberge e. V.
- TSV Klausdorf von 1916 e. V.
- TuS Gaarden e. V.
- Verein für Kanusport Lübeck e. V.
- Wassersportfreunde Albi e. V.
- Wassersportverein Plön-Fegetasche e. V.

### Thüringer Kanu-Verband
- Club Maritim Erfurt e. V. – Abtl. Kanu-Rennsport
- ESV Lok Meiningen e. V.
- Jenaer Kanu- und Ruderverein e. V.
- Kanu- und Gymnastikclub Weimar e. V.
- Kanu- und Wanderverein Artern e. V.
- Kanu-Club „Rennsteig“ Hörschel e. V.
- Kanuclub Sömmerda e. V.
- KanuDudes e. V.
- Meininger Kanu-Sport-Verein e. V.
- Paddel-Smileys e. V.
- Rudolstädter Kanu Verein e. V.
- SUP Piraten Nordhausen e. V.
- SV Concordia Erfurt e. V., Abt. Kanu
- SV Jenapharm Jena e. V., Abt. Kanu
- SV SCHOTT Jena e. V., Abtl. Kanu
- SV Turbine Hohenwarte e. V., Abteilung Kanu
- TSV 1880 Gera-Zwötzen e. V., Abt. Kanu
- USV Jena e. V. Abt. Kanu
- WSV Rosenthal e. V. Abt. Kanurennsport

## Alphabetische Ordnung

### 1
- 1. Drachenbootverein Goitzsche e. V.
- 1. Dortmunder Kanu-Verein 1924 e. V.
- 1. Drachenbootverein Saar e. V.
- 1. Dürener Drachenbootverein e. V.
- 1. Hallescher Drachenbootverein e. V.
- 1. Kanu- u. Motorbootclub Hamborn/Rheinhausen e. V. gegr. 1925/1958
- 1. Meidericher Kanu-Club 1921 e. V.
- 1. SC Schweinfurt Schwimmclub Abteilung Kanu
- 1. Ski- und Kanu-Club Kaiserslautern e. V.

### A
- Aachener Boots-Club e. V.
- Abentoyer Niederrhein e. V.
- ACT Kassel
- Agger-Canadier-Club e. V.
- AKT Tübingen
- Aktiv e. V., Abtl. Parakanu
- Albersloher Kanu-Club v. 1989 e. V.
- Allgem. Turn- u. Sportverein Cuxhaven von 1862 e. V., Kanu-Abtl.
- Allgemeiner WSV Bergisch Land e. V.
- AlohaSupClub e. V.
- Alsfelder Ski-Club
- Alstadener Kanu-Club Oberhausen Rhld. e. V.
- Alster Canoe Club e. V.[Anm 7]
- Alstereck Verein für Wassersport e. V.[Anm 7]
- Altenaer Canu-Verein e. V.
- Altonaer Turn- und Sportverein e. V. Kanu & Freizeit[Anm 7]
- Arendseer Drachenboot Verein \"Arendseer Red Dragon\" e. V. 2012
- Arthur Becker Club Köpenick e. V.
- ASV Horb a.N. Abt. Kanupolo
- Augsburger Kajakverein e. V.
- AWV Coburg

### B
- Bad Honnefer Kanu-Club e. V. (BHKC e. V.)
- Bamberger Faltboot-Club
- Bayerische Einzelpaddler-Vereinigung e. V.
- Beeckerwerther Kanu-Verein e. V.
- Behindertensport-Gemeinschaft Gummersbach e. V. 1957
- Bergedorfer Kanu Club v. 1953 e. V.[Anm 7]
- Berliner Kanu Club „Borussia“ e. V.
- Berliner Kanu Club Rotation e. V.
- Berliner Kanubären e. V.
- Berliner Sportverein Akademie d.Wissenschaften e. V., Kanuabt.
- Bertasee Duisburg e. V.
- Bezirk Mittelfranken[23]
- Bezirk Niederbayern[4]
- Bezirk Oberpfalz
- Bezirk Schwaben[24]
- Bielefelder Kanu-Club e. V.
- Biller Wassersport „Schwalbe“ von 1928 e. V.[Anm 7]
- Bimöhler Sportverein e. V.
- Blau Weiß Wusterwitz e. V., Abtl. Kanu
- Blau-Gelb-Köpenick e. V.
- Blindenwassersportverein Münster e. V.
- Bochumer Kanu-Club e. V.
- Böllberger SV Halle e. V.
- Bonner Turn-Verein 1860 e. V.
- Bonner Wassersportverein 1922 e. V.
- Boots-Club Gronau e. V.
- Boots-Club Laatzen e. V.
- Bootsclub Marienbrücke e. V.
- Bootsclub Nordhorn
- Bootsverein Obertrave e. V.
- Borsumer Segel- und Kanuverein v. 1987 e. V.
- Bottroper Kanu-Club e. V. 1954
- Braker Ruder- und Segelverein, Paddelabteilung
- Brandenburger Kanuverein „Freie Wasserfahrer 1925“ e. V.
- Brandenburger Sport-Club Süd 05 e. V. Abteilung Kanu
- Braunschweiger Kanu-Club e. V.
- Breitensport Burgsteinfurt e. V.
- Bremer Kanu-Wanderer e. V.
- Bremer Sport Club Abt. Drachenboot
- Brühler Surf Club 1976 e. V.
- BSG Berliner Sparkasse e. V.
- BSG Kraftwerk Westfalen Kanuabteilung
- BSG Merkur Gauselmann e. V.
- BSG Pneumant Fürstenwalde e. V., Abtl. Kanu
- BSG Siemens Regensburg Kanuabt.[Anm 8]
- BSG Steag AG – Kanuabteilung
- Burhafer Sportclub e. V. Kanu-Abteilung
- Buxtehuder Kanu Verein e. V.
- Buxtehuder Wassersportverein „Hansa“ e. V.

### C
- Calenberger Canoe-Club e. V.
- CAN Freizeit und Bildung e. V.
- Canoe-Club Selm 1990 e. V.
- Canu-Camping-Freunde Witten e. V.
- Canu-Club Emsdetten 1950 e. V.
- Canu-Touring-Wanne 32/02 e. V.
- Capybaras e. V.
- Carl-Sonnenschein-Haus e. V.
- Casseler Kanu-Club
- Casseler Schwimmv. Kurhessen
- Castroper Turnverein 1874 e. V., Kanuabteilung
- Chemnitzer Kanusportverein e. V.
- Chemnitzer Paddelfreunde 1951 e. V.
- Chiemsee Outrigger Canoes e. V.
- CJD Elze Leichtathletik e. V.
- CJD Göddenstedt / Kanusport
- CJD Oberurff Sportgemeinschaft
- CJD Wolfstein Sportgemeinschaft e. V.
- CJD-Kanusportgemeinschaft Wolfsburg
- Club Bremer Wassersportler e. V.
- Club Essener Wanderpaddler e. V.
- Club für Wassersport 1931 e. V. Köln-Niehl
- Club Maritim Erfurt e. V. – Abtl. Kanu-Rennsport
- CMK Club Münchner Kajakfahrer
- Coswiger Kanu-Verein e. V.
- CVJM Bremen e. V. – Kanuabteilung
- CVJM e. V., Kanu-Abteilung

### D
- Darmstädter TSG 1846
- Das Boot e. V.
- DAV Kajakgruppe Sektion Oberland
- DAV Kanuabteilung Freising
- DAV Sektion Landsberg am Lech
- DAV Sektion Ludwigsburg
- Deutscher Alpenverein Sektion Hildesheim e. V., Kanugruppe
- Deutscher Alpenverein Sektion Heidelberg e. V.
- Deutscher Alpenverein, Sektion Mittelfranken, Kanuabteilung
- Deutscher Alpenverein, Sektion Nürnberg, Kanuabteilung
- Deutscher Alpenverein, Sektion Schwaben
- Die Flusswanderer Ladenburg e. V.
- Die Naturfreunde – Kanugruppe Hannover e. V.
- Die Wellenbrecher e. V.
- Diezer Paddler Gilde e. V.
- DJK Eintracht Coesfeld e. V.
- DJK Kanuabteilung Kleinwallstadt
- DJK Kanuabteilung Schweinfurt
- DJK Ruhrwacht e. V. Mülheim/Ruhr
- DJK St. Bernhard e. V. Achern
- DJK Wassersport-Gemeinschaft Sasbach-Freistett e. V.
- DJK-EC Windorf
- DJK-Wasserwanderer Lemwerder e. V.
- DLRG Ortsgruppe Waltrop e. V.
- Drachenbootgemeinschaft Tankumsee e. V.
- Drachenbootverein Darmstadt/Groß-Gerau
- Drachenbootverein Hannover e. V.
- Drachenbootverein Northeim e. V.
- Drachenbootverein Prenzlau e. V.
- Dragonboat-Club Borken e. V.
- DRCN Donau-Ruder-Club Neuburg
- Dresdner Kanu-Club „Elbe 46“ e. V.
- DSW Darmstadt
- DTKC Deutscher Touring-Kajak-Club München
- Duisburger Kanu-u.Segel-Club e. V.
- Dürener Kanu Club e. V.
- Dürener Turnverein 1847 e. V.
- Düsseldorfer Kanu-Club e. V.
- Düsseldorfer Paddlergilde e. V.
- DVA, Deutscher Verband für Abenteuersport Region Pfälzerwald e. V.

### E
- Eberswalder Sportverein „Empor“ e. V. Kanuabt.
- Eichenkreuz Stuttgart
- Eimsbütteler Turnverband e. V., Wassersportabteilung[Anm 7]
- Einzelmitglieder im LKV Nordrhein-Westfalen
- Einzelmitglieder im LKV Baden-Württemberg
- Einzelmitglieder im LKV Brandenburg
- Einzelmitglieder im LKV Bremen
- Einzelmitglieder im LKV Hamburg
- Einzelmitglieder im LKV Niedersachsen
- Einzelmitglieder im LKV Rheinhessen
- Einzelmitglieder im LKV Saarland
- Einzelmitglieder im LKV-Berlin
- Eisenbahner Sportverein 1927 e. V. Ludwigshafen, Kanuabtl.
- Eisenbahner Sportverein Mainz 1927, Kanuabteilung
- Eisenbahnersportverein Dresden e. V.
- Eisenbahner-Sportverein Essen Kupferdreh e. V.
- Eisenbahnersportverein Kirchmöser e. V. Kanuabt.
- Eisenbahnersportverein Lok RAW Cottbus e. V. Kanuabt.
- Eisenbahnersportverein Lokomotive Döbeln e. V.
- Eisenbahner-Sportverein Perleberg e. V. Kanuabt.
- Eisenbahn-Sport-Verein Blau-Weiß Bremen e. V.
- Eisenbahnsportverein Lok Berlin-Schöneweide e. V.
- Ellerbeker Turnvereinigung von 1886 e. V.
- Elmshorner Wanderpaddler e. V.
- Emder Drachenbootverein Cassens e. V.
- Emder Kanu-Club e. V. 1975
- Emmericher Kanu-Verein e. V.
- Emsstern Rheine
- Erster Flensburger Kanu-Klub e. V.
- Erster Kanu-Klub Neumünster e. V.
- Eschweger Kanu-Club
- Eschweiler Kanu Club e. V.
- Essener Faltbootfahrer e. V.
- Essener Kanu-u.Segelgesellschaft e. V.
- ESV Blau-Gold Frankfurt
- ESV Grün-Weiss Essen e. V., Kanuabteilung
- ESV Grün-Weiß-Roland Meiderich e. V. 1922/27
- ESV Kanuabtabteilung München
- ESV Lok Meiningen e. V.
- ESV Olympia Köln e. V.
- ESV Wuppertal Ost e. V., Kanuabteilung
- ETSV 09 Kanuabteilung
- Euro Canoe Team 2000 Raunheim
- Evangelisch luth. Kirchengemeinde Hittfeld

### F
- Faltboot Freunde Brühl e. V.
- Faltboot u. Skiclub Minden e. V.
- Faltboot und Kajak Club Zugvögel Neuss e. V.
- Faltbootabteilung DAV München
- Faltbootabteilung des MTV Vater Jahn Peine
- Faltboot-Club Hamm Marl e. V. 55
- Faltbootclub Hof
- Faltbootclub Ingolstadt
- Faltbootclub Worms e. V.
- Faltbootfahrer Wanderfalke Witten e. V.
- Faltboot-Klub Hattingen e. V.
- Faltboot-Klub Landshut
- Faltbootwanderer Bremen e. V.
- FC Hoffnung Pilsum e. V.
- Flensburger Paddelfreunde e. V.
- Flörsheimer Ruderverein
- Flughafen Hannover Sportgruppe Kanu (FHSK)
- Förderverein der IGS Linden e. V.
- Förderverein Kanubreitensport NRW e. V.
- Frankenberger Kanu-Club
- Frankfurter Kanu-Verein
- Frankfurter Ruder- und Kanusportverein Sachsenhausen
- Frankfurter Stand-Up Paddling (SUP) Sportverein
- Freiburger Faltboot-Fahrer e. V.
- Freie Kanufahrer Marl e. V. 1932
- Freie Kanufahrer Rauxel e. V.
- Freie Kanu-Sportler
- Freie Turnerschaft-Kanu Rosenheim
- Freie Wasserfahrer Duisburg-Süd e. V. 1928
- Freie Wasserfahrer Düsseldorf 1921 e. V.
- Freie Wasserfahrer Essen-Steele 1929 e. V.
- Freie Wasserfreunde e. V.
- Freie Wassersport Vereinigung Köln e. V.
- Freier Sportverein von 1898 Dortmund e. V.,Kanu-Abtl.
- Freier TuS Regensburg Kanuabt.
- Freier Wassersportverein München
- Freier Wassersportverein Vorwärts e. V.[Anm 7]
- Freiherr-vom-Stein-Yacht-Club e. V.
- Freizeit- und Canoe Club „Killerwalze“
- Freizeitclub Leimersheim e. V.
- Freunde d. Kanusports
- FSV BfnL Göttingen – Kanu-Abteilung
- FSV Sarstedt Kanu-Sport-Abteilung
- FWV Vallendar

### G
- Gelsenkirchener Kanu-Club e. V.
- Gemeinschaft der Wasserwanderer e. V. Preetz
- Gießener RC
- Godesberger Kanu-Club 1932 e. V.
- Göttinger Paddler-Club e. V.
- Grünauer Kanuverein 1990 e. V.
- GSV Braunschweig 1925 e. V., Gehörlosen-Kanu-Abteilung
- Günzburger Kanu-Club e. V.
- Gütersloher Faltbootgilde e. V.

### H
- Hafenclique Schierstein-Drachenboot-Team
- Hallescher KC 54 e. V.
- Hamburger Kanu-Club e. V.[Anm 7]
- Hammer SportClub 2008 e. V.
- Hannoverscher Kanu-Club von 1921 e. V.
- Hansa-Sportverein Stöckte e. V. Kanu-Abteilung
- Hanseat Verein für Wassersport e. V.[Anm 7]
- hanseWasserBremen GmbH/Betriebssport/Kanugruppe
- Harburger Kanu-Club von 1922 e. V.[Anm 7]
- Harzer KC Königshütte e. V.
- Havelberger WSV e. V.
- Havel-Möwen Wassersportclub e. V.
- Heiligenseer Kanu-Club e. V.
- Herdecker Kanu-Club 1925 e. V.
- Herforder Kanu-Klub e. V.
- Herseler Wassersportverein 1930 e. V.
- Hersfelder Kanu-Club
- Hiawatha – Allgemeiner Wassersportclub e. V.
- Hochheimer KV 1921
- Hochrhein Paddler e. V. Bad Säckingen
- Höchster Kanu-Club Wiking
- Hohenlimburger Kanu-Verein e. V.
- Holtorfer Sportvereinigung e. V., Kanuabteilung
- Holzheimer Sportgemeinschaft 1920 e. V.
- HSG Universität Greifswald e. V.

### I
- Itzehoer Kanu-Club e. V.
- Itzehoer Wasser-Wanderer e. V.

### J
- Jenaer Kanu- und Ruderverein e. V.
- Jugendgruppe Oekumenisches Gymnasium (aoM)
- Junkers PG Dessau e. V.

### K
- Kahlenberger Hockey- und Tennisclub e. V.
- Kajak Freunde Wickinger Spöck
- Kajak Team Hessen Lampertheim
- Kajak-Club Albatros 1926 e. V.
- Kajak-Club Burgdorf e. V.
- Kajak-Club Düsseldorf-Hamm e. V. 1923
- Kajak-Club Nord-West 1925 e. V.
- Kajak-Gruppe Bayreuth
- Kanu- und Kleinsegelverein Schwerin e. V.
- Kanu & Kajak Freunde Nienhagen e. V.
- Kanu- & Outdoorsport Coburger Land
- Kanu Abteilung DPSG Stamm Greifen
- Kanu Club Bremerhaven e. V.
- Kanu Club Dresden e. V.
- Kanu Club Fulda
- Kanu Club Graf Luckner CHAM[Anm 9]
- Kanu Club Lampertheim
- Kanu Club Mühlacker
- Kanu Club Olpe/Biggesee e. V.
- Kanu Club Potsdam im OSC Luftschiffhafen e. V.
- Kanu Club Wetzlar
- Kanu Freunde Meschede e. V.
- Kanu Gemeinschaft München
- Kanu Klub 1928 e. V. Datteln
- Kanu Klub Börde
- Kanu Klub Minden e. V.
- Kanu Klub Zugvogel Essen e. V.
- Kanu Raguhn e. V.
- Kanu Schwaben Augsburg
- Kanu Sport im VfB Friedrichshafen e. V.
- Kanu Sport Wehr e. V.
- Kanu Team Berlin e. V.
- Kanu Team Meddernisch 2013 am Stützpunkt Karlsruhe
- Kanu- u. Ski-Club Lünen e. V. 1949
- Kanu- u. Ski-Gesellschaft 1921 Mainz-Mombach
- Kanu- und Freizeitclub Markranstädt e. V.
- Kanu- und Freizeitsportverein Pleißental e. V.
- Kanu- und Freizeitzentrum Leipzig-Südwest e. V.
- Kanu- und Gymnastikclub Weimar e. V.
- Kanu- und Ruderverein, KuRVe Gifhorn
- Kanu- und Segel Club Frankenthal von 1922 e. V.
- Kanu- und Segelclub Mardorf e. V.
- Kanu- und Segel-Gilde Hildesheim e. V.
- Kanu- und Segelklub Stolzenau e. V.
- Kanu- und Segelsportverein Wilhelmshaven e. V. von 1966
- Kanu- und Sportgemeinschaft Marl-Lippe e. V.
- Kanu- und Sport-Verein Colditz e. V.
- Kanu- und Wanderverein Artern e. V.
- Kanu- und Wassersportfreunde Emmerthal e. V.
- Kanu- und Wassersportverein Pöhl e. V.
- Kanu Verein Zeitz
- Kanu Weiden e. V.[Anm 10]
- Kanuabteilung des Neukirchener Erziehungsvereins
- Kanuabteilung Rasensportverein Hannover v. 1926 e. V.
- Kanuakademie Lampertheim
- Kanucentrum 1957 Eisenhüttenstadt e. V.
- Kanuclub Bützow 52 e. V.
- Kanu-Club „Rennsteig“ Hörschel e. V.
- Kanu-Club 1929 Eberbach a.N. e. V.
- Kanu-Club 1933 e. V. Fröndenberg
- Kanu-Club 1981 e. V. Mainz-Mombach
- Kanuclub Aken e. V.
- Kanu-Club Allgäu e. V.
- Kanu-Club Altrhein am Leistungszentrum Mannheim e. V.
- Kanu-Club Altrip e. V.
- Kanu-Club Au am Rhein
- Kanu-Club Bietigheim e. V.
- Kanu-Club Bramsche e. V.
- Kanuclub CJD Kaltenstein Vaihingen/Enz e. V.
- Kanu-Club Dahl e. V.
- Kanu-Club Darmstadt
- Kanu-Club Delphin Siegburg 1958 e. V.
- Kanu-Club Dillingen e. V./Saar
- Kanu-Club Donauwörth e. V.
- Kanu-Club e. V. Freiburg 1966
- Kanu-Club Elzwelle Waldkirch e. V.
- Kanu-Club Ems Lingen e. V.
- Kanu-Club Erin Castrop-Rauxel e. V.
- Kanu-Club Erkner e. V.
- Kanu-Club EWWG 62 e. V. Monschau
- Kanu-Club Flotwedel e. V.
- Kanu-Club Forelle e. V. Neckargerach
- Kanu-Club Friedrichsfeld e. V.
- Kanuclub Fürth
- Kanu-Club Geesthacht e. V.
- Kanu-Club Gladbeck 1957 e. V.
- Kanu-Club Grenzland Niederkrüchten e. V.
- Kanu-Club Grevenbroich 1953 e. V.
- Kanu-Club Grün-Gelb Köln e. V.
- Kanu-Club Hagen 1953 e. V.
- Kanu-Club Hameln e. V.
- Kanu-Club Hamm Marl e. V.
- Kanu-Club Hanseat e. V.
- Kanu-Club Hasbergen e. V.
- Kanu-Club Haselhorst e. V.
- Kanuclub Heidenheim e. V.
- Kanu-Club Hilden e. V.
- Kanu-Club Hohenlimburg e. V.
- Kanu-Club Hohenlohe e. V.
- Kanu-Club Homberg Gerdt e. V. 1926
- Kanu-Club Jeßnitz/Anhalt e. V.
- Kanu-Club Karlsruhe-Maxau e. V.
- Kanu-Club Kelheim
- Kanu-Club Kleverland e. V.
- Kanu-Club Königswinter e. V.
- Kanu-Club Konstanz 1932 e. V.
- Kanu-Club Lachendorf e. V.
- Kanu-Club Landau e. V.
- Kanu-Club Langenberg 1960 e. V.
- Kanu-Club Langenfeld e. V.
- Kanu-Club Leer e. V. Drachenboot-Team „De Döspaddels“
- Kanu-Club Limmer e. V.
- Kanu-Club Löhne e. V.
- Kanu-Club Lübeck e. V.
- Kanu-Club Mannheim e. V.
- Kanu-Club Mannheim-Rheinau e. V.
- Kanu-Club Marbach e. V.
- Kanu-Club Mehlem 1928 e. V.
- Kanu-Club Menden e. V.
- Kanu-Club Merzig e. V.
- Kanu-Club NaturFreunde Berlin e. V. (KCN)
- Kanuclub Nette Plaidt e. V.
- Kanu-Club Neuhaus a. Inn
- Kanu-Club Nienburg/Weser e. V.
- Kanu-Club Obernzell
- Kanu-Club Oedheim e. V.
- Kanu-Club Oppenheim
- Kanu-Club Paderborn 1927 e. V.
- Kanu-Club Radolfzell e. V.
- Kanu-Club Recklinghausen II e. V.
- Kanu-Club Regen
- Kanu-Club Rehbrücke e. V.
- Kanu-Club Rheine 1950 e. V.
- Kanu-Club Rheintreue Homberg e. V.
- Kanu-Club Rönnebeck e. V.
- Kanu-Club Salzgitter e. V.
- Kanu-Club Schieder e. V.
- Kanuclub Schönburg e. V.
- Kanu-Club Schwabach-Rednitthembach
- Kanuclub Schwandorf[Anm 11]
- Kanu-Club Singen e. V.
- Kanuclub Sömmerda e. V.
- Kanu-Club Sorpesee Altena e. V.
- Kanu-Club Speyer e. V.
- Kanu-Club Springe e. V.
- Kanu-Club Städtedreieck Teublitz Burglengenfeld e. V.[Anm 12]
- Kanu-Club Steinhuder Meer e. V. (Hagenburg)
- Kanu-Club Uelzen e. V.
- Kanu-Club Undine Saarlouis
- Kanu-Club Unkel
- Kanu-Club Völklingen
- Kanu-Club Warburg 1958 e. V.
- Kanu-Club Wertheim
- Kanu-Club Wetter 1901 e. V.
- Kanuclub Wickede-Ruhr e. V.
- Kanu-Club Wiedenbrück-Rheda e. V.
- Kanu-Club Wiking Bochum 1951 e. V.
- Kanu-Club Winkel
- Kanuclub Wissen
- Kanu-Club Witten e. V.
- Kanuclub Zugvogel Berlin e. V.
- Kanu-Club Zweibrücken e. V.
- Kanu-Club Zwickau e. V.
- Kanu-Club-Lessing-Schule Bochum e. V.
- KanuDudes e. V.
- Kanufreunde „Rostocker Greif“ e. V.
- Kanufreunde 1929 e. V. Mainz-Mombach
- Kanufreunde Adenstedt e. V.
- Kanufreunde AMBERG-SULZBACH e. V.
- Kanu-Freunde Coesfeld 98 – Die Doespaddel – e. V.
- Kanu-Freunde Dorsten e. V.
- Kanufreunde Emshaie Greven e. V.
- Kanu-Freunde Lippe e. V. Wesel
- Kanufreunde Marburg
- Kanufreunde Marl 1928 e. V.
- Kanu-Freunde Mettlach
- Kanufreunde Siegerland e. V.
- Kanufreunde Sparkasse Ennepetal
- Kanufreunde und Fischereiverein Essen-Werden e. V.
- Kanu-Freunde Wiking Gladbeck e. V.
- Kanufreunde Wipperfürth/Oberberg e. V.
- Kanu-Freunde Witten e. V.
- Kanu-Gemeinschaft Bad Segeberg e. V.
- Kanu-Gemeinschaft Eiderstedt e. V.
- Kanu-Gemeinschaft List e. V.
- Kanu-Gemeinschaft Peine v. 1951 e. V.
- Kanu-Gesellschaft Assindia e. V.
- Kanu-Gesellschaft Dinslaken e. V.
- Kanu-Gesellschaft Haus Kron e. V.
- Kanugesellschaft Karlsruhe e. V.
- Kanu-Gesellschaft Neckarau e. V.
- Kanugesellschaft Ruhreck e. V. Essen Überruhr
- Kanu-Gesellschaft Wanderfalke e. V. Essen
- Kanu-Gesellschaft-Celle e. V.
- Kanu-Gilde Mülheim e. V.
- Kanu-Gruppe an der Neuen Oberschule Braunschweig e. V.
- Kanugruppe des Söderblom-Gymnasium Espelkamp
- Kanugruppe im SOS-Kinderdorf Worpswede
- Kanu-Gruppe Wilster e. V.
- Kanu-Klub „Neptun“ e. V. Witten/Ruhr
- Kanuklub Charlottenburg e. V.
- Kanu-Klub e. V. Bergheim
- Kanu-Klub Holzminden e. V.
- Kanuklub Industrie Essen e. V.
- Kanu-Klub Mühlheim
- Kanu-Klub Petershagen e. V.
- Kanu-Klub Pirat e. V. Bergheim/Sieg
- Kanu-Klub Rauxel 1949 e. V.
- Kanuklub Unna 1949 e. V.
- Kanupolo Münster e. V.
- Kanupolo-Bremen e. V.
- Kanupolo-Turnier Club-Beetzsee e. V.
- Kanu-Regatta-Verein Baldeneysee e. V. Essen
- Kanu-Regatta-Verein Duisburg e. V.
- Kanu-Regattaverein München
- Kanurenngemeinschaft Schwerin e. V.
- Kanu-Rennsport-Vereinigung Hof/Aschaffenburg
- Kanu-Ring e. V. Hamm
- Kanu-Schulsportgruppe Spenge
- Kanu-Segel-Club Bünde e. V.
- Kanu-Segel-Club Hemer e. V.
- Kanu-Ski-Club Witten e. V. 1951
- Kanu-Slalom-Team Rhein-Ruhr e. V.
- Kanusport Harburg e. V.[Anm 7]
- Kanu-Sport Kassel
- Kanusport Köln-Mülheim e. V.
- Kanusport Premnitz e. V.
- Kanusport TG Herne Horsthausen 1890 e. V.
- Kanusport- und Spielverein Glauchau e. V.
- Kanu-Sportclub Ansbach e. V.
- Kanu-Sport-Club Barnstorf e. V.
- Kanu-Sport-Club e. V.
- Kanu-Sport-Club Kettwig e. V.
- Kanusport-Club Villingen 1974 e. V.
- Kanusport-Freunde e. V. Bremen
- Kanu-Sport-Freunde Köln e. V.
- Kanu-Sport-Gemeinschaft e. V. Köln
- Kanusport-Gemeinschaft Essen e. V.
- Kanusportgemeinschaft Germersheim e. V.
- Kanu-Sportgemeinschaft Jugenddorf Oldenburg
- Kanusportgemeinschaft Kurt-Tucholsky GS Minden e. V.
- Kanu-Sport-Gemeinschaft Neustadt e. V.
- Kanu-Sport-Gemeinschaft Wuppertal e. V.
- Kanusportring Südwest
- KanuSportVerein Güstrow 1990 e. V.
- Kanusportverein Wolgast e. V.
- Kanusportverein „Falke“ Zschopau e. V.
- Kanusportverein 1928 Flöha e. V.
- Kanu-Sport-Verein Bad Kreuznach e.V
- Kanusportverein Beeskow/Spree e. V.
- Kanu-Sport-Verein Bielefeld e. V.
- Kanusportverein Duisburg-Wedau e. V.
- Kanu-Sport-Verein Epe e. V.
- Kanusport-Verein Neu Ahlbeck e. V.
- Kanusportverein Radevormwald/Remscheidt e. V.
- Kanu-Sportverein Rothe Mühle e. V. Essen 1924
- Kanu-Sportverein Saarlouis
- Kanusportverein Stadtlohn e. V.
- Kanusportverein Templin e. V.
- Kanusportvereinigung Havelbrüder e. V.
- Kanu-Team 2000 e. V.
- Kanu-Team Baden-Württemberg
- Kanuteam Sachsen-Anhalt e. V.
- Kanuten Emscher Lippe e. V. Datteln
- Kanuten für Natur e. V.
- Kanu-Tour International Danubien
- Kanu-u. Segel-Club Lemgo e. V.
- Kanu-und Skiclub Büren e. V.
- Kanu-und Surf-Verein Schwerte e. V.
- Kanuverein Gützkow e. V.
- Kanu-Verein 45 Herringen e. V.
- Kanuverein 96 Halle e. V.
- Kanu-Verein Ahlen e. V.
- Kanu-Verein Bad Oeynhausen e. V.
- Kanu-Verein Brandenburger Adler e. V.
- Kanuverein Bruchsal e. V.
- Kanu-Verein Coswig/Anhalt e. V.
- Kanu-Verein Falke e. V.
- Kanu-Verein Freizeit Hengsteysee e. V.
- Kanuverein Geringswalde e. V.
- Kanu-Verein Ginsheim-Gustavsburg
- Kanu-Verein Holzwickede e. V.
- Kanuverein Laubegast Dresden e. V.
- Kanu-Verein Münster 1922 e. V.
- Kanu-Verein Neuruppin e. V.
- Kanu-Verein Nürnberg
- Kanuverein Paddelfreunde e. V. Essen
- Kanuverein Peitz e. V.
- Kanu-Verein Rünthe e. V.
- Kanu-Verein Stade e. V.
- Kanuverein Südliche Weinstraße e. V.
- Kanu-Verein Unterweser e. V.
- Kanu-Verein Wasserwanderer Hagen e. V.
- Kanu-Verein Werries 1931 e. V.
- Kanuverein Wilde Welle
- Kanu-Verein Worms e. V.
- Kanu-Vereinigung Hessen Kassel
- Kanu-Vereinigung Kiel e. V.
- Kanu-Vereinigung-Köpenick e. V.
- Kanu-Wander-Club Grefrath 1983 e. V.
- Kanu-Wander-Club Krefeld e. V. 1950
- Kanuwanderer Bad Hersfeld
- Kanu-Wanderer Braunschweig e. V.
- Kanu-Wanderer Hannover
- Kanu-Wanderer Rotenburg (Wümme) e. V.
- Kanu-Wanderer Saarbrücken e. V.
- Karlsruher TV 1846, Paddelabtl.
- Kasteler Ru.-u. Kanugesellschaft
- Kayak Club im ASV Landau e. V.
- KC 1924 Kelsterbach
- KC Bad Dürrenberg e. V.
- KC Ettenheim 1983 e. V.
- KC Falke Magdeburg e. V.
- KC Flinke Paddel e. V.
- KC Hatzfeld
- KC Herborn 1990
- KC Limburg i. ESV Blau-Weiß
- KC Mainz-Kostheim
- KC Romer Sindlingen
- KC Wanderfahrer 1955 Raunheim
- KC Wassersport Lollar
- KC Welfen Ravensburg e. V.
- KC Zugvogel Blau-Gold Köln e. V.
- KCK Kanu-Club Klingenberg
- KCO Kanu Club Oberland (Kochel am See)
- KCW Kanu-Club Wertheim
- KCW Kanu-Club Würzburg
- Kehler Paddlergilde e. V.
- KG Stuttgart e. V.
- KICK IN e. V.
- Kieler Kanu-Klub von 1921 e. V.
- KKR Kajak-Klub Rosenheim
- Kollektiv Treibgut Natur- und Kulturcamp e. V.
- Kölner Faltboot-Club 1930 e. V.
- Köpenicker Kanusportclub e. V.
- Köpenicker Sportverein-Ajax e. V.
- Köthener Kanu-Club e. V. v. 1950
- Kraniche Alfeld-CWA Christl. Wanderpaddler Alfeld-Marienhage
- Krefelder Kanu-Klub 1927 e. V.
- Krefelder Turn- und Sportverein Preussen 1855 Kanusport 1927 e. V.
- KSC Kanu- und Ski-Club e. V.Gemünden
- KSC Mannheim Neckarau e. V.
- KSC Porta e. V.
- KSK Kanu Sport Klub Aschaffenburg
- KSV Kenterpreis Windheim e. V.
- KV Bruhrain Rheinsheim e. V.
- KV Esslingen
- KV Harmonie Elster/Elbe e. V.

### L
- Langenberger SG 1861/1906 eV Kanuabteilung
- Lebenshilfe Braunschweig e. V. Kanugruppe Okerpiraten
- Leipziger Sportverein Südwest e. V.
- Leipziger-Kanu-Club e. V.
- Leuphana Universität Lüneburg Institut für Bewegung, Sport & Gesundheit (IBSG)
- Lindauer Kanuclub e. V.
- Linden-Dahlhauser Kanu-Club e. V.
- Lübbenauer Kanuten 1960 e. V.
- Lübecker Kanu- und Segelsport-Verein e. V.
- Lübecker Motor-Yacht-Club e. V.
- Lübecker Ruder-Gesellschaft von 1885 e. V.
- Ludwigshafener Kanu-Club e. V.
- Lüneburger Kanu-Club e. V.
- Lust auf Leben e. V.

### M
- Mainzer Kanu-Verein 1920 e. V.
- Malchiner Kanu-Club e. V.
- Mannheimer Kanu-Gesellschaft 1922 e. V.
- Marburger Kanu-Club
- Märkische Turngemeinde Horst 1881 Kanuabteilung
- Märkischer Kanuverein 53 e. V.
- Marler Kanu-Club e. V.
- MBSV Wasserwandern Bernburg e. V.
- Meininger Kanu-Sport-Verein e. V.
- Milsper Turnverein von 1874 e. V. Kanuabteilung
- Mindener Drachenboot Club e. V.
- Monheimer Kanu-Club 1972 e. V.
- Mountain and River Verein für Kanu- und Freizeitsport Glauchau e. V.
- MTV 1862 e. V. Vorsfelde – Drachenboot
- MTV 1871 München Abteilung für Wildwasserkajak
- MTV Luhdorf-Roydorf e. V. Abteilung Kanusport
- Müggelheimer Sportclub e. V.
- Mülheimer Kanusport-Verein e. V.
- Mülheimer Kanu-u.Ski-Freunde e. V.
- Mündener Kanu-Club e. V.
- Müritzsportclub Waren e. V.

### N
- Nassauer Kanu-Club 1950 e. V.
- Naturfreunde Augsburg Sektion Westend Kanuabteilung
- Naturfreunde Bayreuth **Schwimmverein Bayreuth
- NaturFreunde Bochum-Langedreer e. V.
- Naturfreunde Büdelsdorf
- Naturfreunde Deutschlands
- NaturFreunde Deutschlands, Ortsgruppe Wilhelmshaven
- NaturFreunde Deutschlands, Ortsgruppe Dinkelsbühl, Kanuabteilung
- Naturfreunde Hof
- Naturfreunde Lörrach e. V. Wassersportgruppe
- Naturfreunde OG Bremen e. V.
- NaturFreunde OG Haßfurt Bootsgruppe
- Naturfreunde OG Karlsruhe
- NaturFreunde Radolfzell e. V. Abtl. Wassersport
- Naumburger KC e. V.
- Neusser Kanu-Club e. V.
- Neu-Ulm
- Neuwieder Kanu-Club e. V.
- Neuwieder Wassersportverein e. V.
- Niederdeutsche Wanderpaddler e. V.[Anm 7]
- Nordheide Kanadier e. V.
- NSB Natursport Bremen e. V.
- NSV Gelb-Weiss Görlitz e. V.

### O
- Oberalster Verein für Wassersport e. V.[Anm 7]
- Oberhausener Kanu-Verein v.1928 e. V.
- Oberkasseler Wassersportverein 1923 e. V.
- Offenbacher Ruderverein
- Ohligser Turnverein 1888 e. V., Kanuabteilung
- Oldenburger Yacht-Club e. V. Kanu-Abteilung
- Olympiastützpunkt Rhein-Neckar
- OS Ahlem – Kajak-Gruppe
- Oskar-Schindler-Gesamtschule
- Osnabrücker Kanu-Club von 1926 e. V.
- Ottersberger Kanu-Club

### P
- Paddel- und Ruderverein Fehndrachen e. V.
- Paddel und Segelclub Coburg
- Paddel Voraus Wesel e. V.
- Paddelclub „Gut Naß“ Tegel 1924 e. V.
- Paddel-Club Grevenbroich e. V. 1956
- Paddel-Club Gründau
- Paddelclub Illingen e. V. 1957
- Paddelclub Nabburg[Anm 13]
- PaddelClub Otterstadt e. V.
- Paddelclub Splenterbüchsen e. V. Telgte
- Paddel-Club Stöcken e. V.
- Paddel-Club Telgte e. V.
- Paddel-Club Überlingen e. V.
- Paddel-Club Wiking e. V.
- Paddel-Club-Köln e. V.
- Paddelfreunde Burgwedel e. V.
- Paddelfreunde Hohenlohe e. V.
- Paddelfreunde Huttenheim e. V.
- Paddelfreunde im SV 03 Tübingen
- Paddelfreunde Reutlingen e. V.
- Paddelfreunde Timmel e. V.
- Paddel-Gesellschaft Mannheim e. V.
- Paddel-Klub Celle e. V.
- Paddel-Klub Hannover e. V.
- Paddelklub Niedersachsen e. V.
- Paddel-Smileys e. V.
- Paddel-Sport Münster v. 1923 e. V.
- Paddelsportgruppe Diakoniezentrum Pirmasens
- Paddelverein Wasserbummler 1932 e. V. Oberhausen
- Paddel-Vereinigung Wienhausen von 1932 e. V.
- Paddel-Volleyball Club Darmstadt
- Paddler-Club Ruhrinsel e. V. Witten
- Paddlergilde „Nasse Brüder“ Haltern e. V.
- Paddlergilde Kaiserslautern 1926 e. V.
- Paddler-Gilde Ludwigshafen e. V.
- Papenburger Ruderclub e. V., Kanu-Abteilung
- Para Sport Gemeinschaft Halle e. V.
- PC Wasserwanderer Solingen e. V.
- PC Wißmar
- PG Amöneburg
- PG Kelsterbach
- Phönix e. V. Diakonisches Zentrum
- Plittersdorfer Kanu-Freunde e. V.
- Polizeisportverein 90 Neubrandenburg e. V.
- Polizeisportverein Braunschweig e. V., Kanu-Abteilung
- Polizeisportverein Karlsruhe
- Polizei-Sportverein-Mettmann e. V., Abtl. Drachenboot
- Post-Sportverein Bonn e. V., Kanuabteilung, Gst.
- Postsportverein Heide e. V.
- Post-Sportverein Koblenz e. V.
- Postsportverein Kreiensen 06 e. V. Kanu-Abteilung
- Postsportverein Magdeburg von 1926 e. V.
- Post-Telekom Sportverein Essen e. V., Kanuabteilung
- Preetzer Turn- und Sportverein e. V.
- Prenzlauer Sportverein Uckermark e. V.
- Preussen-Kanu im OSC Luftschiffhafen e. V. Potsdam
- Pro Sport Berlin 24 e. V., Kanuabteilung (ehemals Post SV Berlin)
- PSV Grün-Weiß Kassel
- PSV Paddelsportverein Langenprozelten
- PSV Ruhr e. V.

### R
- Raisdorfer Kanu-Klub e. V.
- Rasen und Wassersportverein Essen 1931 e. V.
- Rasensportverein Braunschweig v. 1928 e. V., Kanu-Abteilung
- Rastatter Kanu-Club 1925 e. V.
- Rathenower Wassersportverein Kanu 1922 e. V.
- Ratzeburger Kanu-Club e. V.
- Reeser Kanu-Club e. V.
- Regatta-Segler Neuruppin e. V.
- Regattateam Brandenburg Beetzsee e. V.
- Regattaverein Kanu-Rennsport NRW e. V.
- Regattaverein Saar e. V.
- Regensburger Kanu-Club e. V.
- Regensburger Runderverein Faltbootabteilung
- Regensburger Turnerschaft Kanuabteilung
- Regnitz Biber Erlangen
- Rendsburger Kanu-Club e. V.
- Rheinbrüder Karlsruhe e. V. Kanu-Segel-Skiclub
- Rheingauer Kanu-Club
- Rhein-Kanu-Club Köln e. V. 1923
- Riesaer Wassersportverein e. V.
- Ring der Einzelpaddler/Faltbootgilde-Verein für Kanusport e. V.[Anm 7]
- Rintelner Kanu-Club e. V.
- River Pirates e. V.
- Rodeo Wildwasser Club Plattling
- „Römer Dragons“ Drachenbootabteilung, FV 03 Ladenburg e. V.
- Roßlauer Paddlerverein v. 1922
- Rostocker Kanu-Club e. V.
- Ruder- u. Kanu-Club Lobberich 1949 e. V.
- Ruder- und Kanu-Club Wörth e. V.
- Ruder- und Kanu-Verein 1928 e. V.
- Ruder- und Kanuverein e. V. Bad Kreuznach -Kanuabteilung
- Ruder- und Tennisgesellschaft Wesel 1907 e. V., Surfabtl.
- Ruderclub Traben-Trarbach e. V. – Kanuabteilung
- Rudergesellschaft Lauenburg e. V.
- Rudergesellschaft Trier
- Rudolstädter Kanu Verein e. V.
- Ruhrfire Drachenboot e. V.
- Rundendreher e. V.
- RUWA Dellwig 1925 e. V.
- RV Jakob Grimm Schule
- RV Lichtenfels

### S
- Saarbrücker Kanu-Club e. V.
- Sächsische Einzelpaddler Vereinigung e. V.
- Sächsischer Kanusportverein Mittweida e. V.
- Samurai Graben Neudorf e. V.
- Sander Kanu- und Segelverein e. V.
- Sandersdorfer Kanu-Verein
- SC 111NN Braunschweig e. V.
- SC Bayer 05 Uerdingen e. V., Kanuabteilung
- SC Gut Heil Neumünster von 1881 e. V.
- SC Uetze e. V., Kanusparte
- SC Wietal v. 1988 e. V.
- Schleißheimer Paddelclub e. V.
- Schleswiger Kanu-Club “Haithabu” e. V.
- Schönebecker Kanu Club e. V.
- Schülerwassersportverein am Hans-Geiger-Gymnasium von 1976 Kiel e. V.
- Schulsportverein der Gesamtschule Mümmelmannsberg e. V.[Anm 7]
- Schwimm- u. Sportfreunde Bonn e. V., Kanuabteilung
- Schwimm-Club Hürth 1930 e. V., Kanuabteilung
- Schwimm-Sport-Vereinigung Rheydt e. V.
- Schwimm-u.Paddel-Club Ackerfähre e. V. 1922 Duisburg
- Schwimmverein Coburg
- Schwimmverein Hof
- Schwimmverein Langenfeld 1912 e. V., Kanuabteilung
- Schwimmverein Steele 1911 e. V., Kanuabteilung
- Seepfadfinder u. Kanugilde Dreieich
- Segel Club Blockland e. V.
- Segel- und Tennisclub Rot-Weiß, Abtl. Kanu (SUP)
- Segel-Club Hameln e. V. e. V.
- Segel-Club Hamme e. V.
- Segelclub Juist e. V.
- Segel-Club Lindow e. V. Abteilung Kanu-Segeln
- Segelverein Bremen e. V., Kanuabtl.
- Segel-Verein Nienburg e. V.
- Segel-Verein Wümme e. V.
- Selmer Kanuverein e. V.
- SG Blau-Weiß Parum-Dümmer e. V.
- SG Biebrich
- SG Blau-Weiß Niegripp e. V.
- SG Einheit Halle e. V.
- SG Lok Schönebeck
- SG Motor Leipzig West e. V.
- SG Wiking Offenbach
- SGU 07 Untertürkheim e. V.
- Siegburger Turnverein 1862/92 e. V., Kanuabteilung
- SKC Gießen
- SKF-SWU e. V. Ulm Abteil. Drachenboot
- SKG Frankfurt
- SKG Hanau
- Ski- u. Kanu-Club Philippsburg
- Ski- und Kanuclub 1952 e. V. Neheim-Hüsten
- Ski- und Paddel Club Hattersheim
- Ski-Club Baden-Baden, Kanuabt.
- Ski-Club Herne e. V.
- Ski-Club Karlsruhe e. V., Abt. Kanu/Wassersport
- Ski-Klub Soest e. V., Kanuabt.
- Ski-u.Kanufreunde Geseke e. V.
- Skiverein „Snow and Motion“ Wächtersbach
- Spiel- und Sportverein Groß-Hesepe e. V., Abtl. Kanu
- Spiel- und Sportverein Planeta Radebeul e. V.
- Spielvereinigung Boich-Thum e. V., Kanuabteilung
- Sport Club Hannover e. V. -Kanu-
- Sport Club Janus e. V.-Kanuabtl.
- Sport- und Freizeit-Club Ottendorf e. V.
- Sport- und Kulturgemeinde Erfelden
- Sport- und Schützenverein Schillerslage v. 1963 e. V. – Segelsparte
- Sportarbeitsgemeinschaft ABBS Euskirchen e. V.
- Sportclub Neubrandenburg e. V. (SCN) Abteilung Kanu
- Sportclub Bad Muender e. V.
- Sportclub Berlin-Grünau e. V., Abt. Kanu
- Sportclub DHfK Leipzig e. V.
- Sportclub Kanu Rogätz e. V.e. V.
- Sportclub Magdeburg e. V.
- Sportclub Riesa e. V.
- Sportfreunde Bispingen e. V.
- Sportgemeinschaft „Aufbau“ Eisenhüttenstadt e. V. Kanuabt.
- Sportgemeinschaft Einheit Spremberg e. V., Kanuabt.
- Sportgemeinschaft Germania Kanusport Leipzig e. V.
- Sportgemeinschaft Itter 88 e. V., Kanuabteilung
- Sportgemeinschaft Kanu Meißen e. V.
- Sportgemeinschaft Lauenhain e. V.
- Sportgemeinschaft Leipziger Verkehrsbetriebe e. V.
- Sportgemeinschaft Lokomotive Wurzen e. V.
- Sportgemeinschaft Siemens Erlangen, Faltbootgruppe
- Sportgemeinschaft Turbine Forst/Lausitz e. V. Sek. Kanu
- Sportgemeinschaft Viktoria Nürnberg Fürth 1883, Kanuabteilung
- Sport-Gemeinschaft Welper e. V. Kanuabt.
- Sport-Spass-Bremen e. V.
- Sport-Union Neckarsulm e. V.
- Sportverein Breitling Rostock e. V.
- Sportverein Mecklenburgisches Staatstheater e. V.
- Sportverein Blau-Gelb Borna e. V.
- Sportverein Chemie Nünchritz e. V.
- Sportverein Dresden-Neustadt 1950 e. V.
- Sportverein Fortschritt Pirna e. V.
- Sportverein Grün-Weiß Pirna e. V.
- Sportverein Hamberge e. V.
- Sportverein Heiligenhaus e. V. Kanuabteilung
- Sportverein Nettelnburg/Allermöhe
- Sportverein Tungeln e. V.
- Sportverein TuR Dresden e. V.
- Sportverein Turbine 1948 Frankenberg e. V.
- Sportverein Union 08 Böckingen e. V. Kanu-Abtl.
- Sportvereinigung 1845 Esslingen e. V., Kanuabtl.
- Sportvereinigung Polizei von 1920 e. V., Wassersportabteilung[Anm 7]
- Sportvereinigung Stahl Finow e. V. Sek. Kanu
- SSKC Ski-, Schwimm- und Kanuclub Aschaffenburg
- SSV „Blau-Weiß“ 04 Barby e. V.
- Stedinger Turnverein v. 1861 e. V. Berne-Kanu-Gruppe
- Steeler Kanu Club e. V.
- Steverpiraten e. V.
- Störtebeker Bremer Paddelsport e.V von 1924
- Stralsunder Kanu-Club e. V.
- Straubinger Kanu-Club
- Stuttgarter Kajak-Club e. V.
- SUP Piraten Nordhausen e. V.
- SUP Sparte, Wassersportverein Altwarmbüchen e. V.
- SUP und Outdoorverein Lüneburg e. V.
- Surf und Kanu Club Rheiderland e. V., Kanuabtl.
- SV „Einheit“ Löcknitz 1958 e. V.
- SV „Union“ Wesenberg e. V.
- SV 1860 Minden e. V.
- SV 1919 Wacker Wengelsdorf/Abt. Kanurennsport
- SV 1924 Nebra e.V, Abteilung Wasserwandern
- SV 47/63 Stockum e. V. Kanuabteilung
- SV Besch 1920 e. V., Kanuabteilung
- SV Chemie Genthin e. V., Sek. Kanu
- SV Concordia Erfurt e. V., Abt. Kanu
- SV Eintracht Gommern e. V.
- SV Großkayna 1922 e. V., Abt. Drachenboot
- SV Halle e. V.
- SV Jenapharm Jena e. V., Abt. Kanu
- SV Kanu Leisnig e. V.
- SV Ludwigsburg 08
- SV Nienhagen v. 1928 e. V., Kanu-Abteilung
- SV SCHOTT Jena e. V., Abtl. Kanu
- SV Turbine Hohenwarte e. V., Abteilung Kanu
- SV Vorwärts 93 Ost e. V.
- SV Wacker Burghausen
- SV-Eintracht Burgdorf e. V.
- SWV Sindelfingen
- SZ Uhingen

### T
- Tegeler Kanu-Verein e. V.
- TG Biberach
- TGM Kanu-Club Turngemeinde München
- TGWH Turngemeinde Würzburg-Heidingsfeld
- Todtglüsinger Sportverein v. 1930 e. V.
- Torgauer Kanu Club e. V.
- Touristenverein „Die Naturfreunde“ OG Oppau-Edigheim e. V.
- tow – Wind- und Wassersport e. V.
- Trierer Kanu-Fahrer 1948 e. V.
- Trimm-Club e. V., Gst.
- Trochtelfinger Wildwasserfahrer
- TSC Eintracht 1848/95 Dortmund, Kanuabteilung
- TSG 1903 e. V. Dorlar
- TSG Calbe e. V. Abt. Kanu
- TSG Heilbronn
- TSV – Kanuabteilung Schongau
- TSV 1846 Lohr Turn- und Sportverein Abteilung: Kanu Lohr
- TSV 1850/09 Korbach
- TSV 1860 Wassersport München
- TSV 1880 Gera-Zwötzen e. V., Abt. Kanu
- TSV 1897 Breitenbach
- TSV Aichach Kanuabteilung
- TSV Blaichach e. V. Kanuabteilung
- TSV Bremervörde, Kanu-Abteilung
- TSV Ettlingen, Kanuabt.
- TSV Fischbach e. V., Abtl. Kanu
- TSV Frankenberg
- TSV Gernsheim
- TSV Guntershausen
- TSV Kanu Partenkirchen
- TSV Klausdorf von 1916 e. V.
- TSV Laiz 1919 e. V.
- TSV Pfungstadt
- TSV Plattling
- TSV Rotation Dresden 1990 e. V.
- TSV Ubstadt, Kanuabt.
- TSV Winsen/Luhe v. 1850 e. V., Kanu-Abteilung
- TSV-Eiselfing, Abteilung Kajak
- TTC Schwalmstadt
- Turn- u.Sportgemeinschaft Wismar e. V.
- Turn- u. Sportverein 1859 Hamm e. V. Kanuabteilung
- Turn- u. Sportverein Bramsche, Kanu-Abteilung
- Turn- u. Sportverein Ihlienworth e. V. v. 1910, Kanu-Abt.
- Turn- und Rasensportverein Bremen e. V.
- Turn- und Spielverein Aurich Ost e. V.
- Turn- und Sportverein 1893 Leipzig-Wahren e. V.
- Turn- und Sportverein Marl-Hüls 2019 e. V.
- Turn- und Wassersportverein Göttingen von 1861 e. V.
- Turnclub Sterkrade 1869 e. V. Oberhausen
- Turnerbund Essen 1900 e. V. Kanu-Abt.
- Turnerschaft Großburgwedel e. V., Kanu-Abteilung
- Turngemeinde in Berlin 1848 e. V., Kanuabteilung Haselhorst
- Turngemeinde in Berlin 1848 e. V., Kanuabteilung Oberspree
- Turngemeinde Münster v. 1862 e. V., Kanuabt.
- Turngemeinde Schötmar v. 1863, Kanuabteilung
- Turnverein 1877 e. V. Essen-Kupferdreh -Kanuabt.
- Turnverein Beckum 1892 e. V., Kanuabteilung
- Turnverein Bitburg 1911 e. V. – Kanuabteilung
- Turnverein Lilienthal v. 1862 e. V., Kanu-Abt.
- Turnverein Scheeßel v. 1892 e. V. Kanu-Abteilung
- Turnverein Schmallenberg e. V., Kanuabteilung
- Turnverein Uelzen v. 1860 e. V., Kanuabt.
- Turnverein Voerde 1920 e. V., Kanuabteilung
- Turnverein von 1890 Brakel e. V., Kanuabteilung
- TuS 1969 e. V. Aldenhoven, Kanuabteilung
- TuS Bad Essen v. 1896 e. V.
- TuS Berne e. V., Kanuabteilung[Anm 7]
- TuS Gaarden e. V.
- TUS Hermannsburg e. V. Kanu-Abteilung
- TuS Mantinghausen e. V., Kanuabteilung
- TUS Viktoria Rietberg 1910
- TuS Warfleth e. V., Kanuabteilung
- TuSG Ritterhude v. 1887 e. V., Wassersportabteilung
- TUSPO Borken
- TuWSV e. V. Recklinghausen-Süd, Kanuabteilung
- TV 1860 Fürth, Kanuabteilung
- TV 1890 Edingen, Kanu-Abteilung
- TV 1891 Bommersheim
- TV Die Naturfreude OG Wollmatingen e. V. 1923
- TV die Naturfreunde Bielefeld e. V., Kanuabteilung
- TV Die Naturfreunde Markelfingen e. V. 1895
- TV Epfendorf, Abtl. Kanu
- TV Faurndau
- TV Friesen Telgte von 1951 e. V., Kanuabteilung
- TV Frischauf Hambergen, Kanuabteilung
- TV Heilsbronn, Kanuabteilung
- TV Hemeringen v. 1924 e. V. – Kanusparte
- TV Jahn 1887 e. V. Plettenberg, Kanuabteilung
- TV Jahn e. V. Walsrode Kanu-Abteilung
- TV Landau a. d. Isar
- TV Passau 1862
- TV Rosbach Kanu-Abteilung

### U
- Uerdinger Kanu-Klub e. V.
- Ulmer Kanufahrer e. V.
- UNION 1861 Schönebeck e. V./ Abteilung Kanu
- Universitätssportclub Leipzig e. V.
- Universitäts-Sportverein Potsdam e. V. Kanuabt.
- USV Jena e. V. Abt. Kanu
- USV TU Dresden e. V.

### V
- Verein für Kanusport Bayer Leverkusen e. V.
- Verein für Kanusport Berlin e. V.
- Verein für Kanusport Bonn 1921–25 e. V.
- Verein für Kanusport Bremen e. V.
- Verein für Kanusport e. V. Wuppertal
- Verein für Kanusport Lübeck e. V.
- Verein für Leibesübungen von 1893 e. V., Sparte Wassersport[Anm 7]
- Verein für Wassersport Blau-Weiß 1932 e. V. Köln
- Verein Kanusport Dresden e. V.
- Verein Wassersport Grohn e. V.
- Verein zur Förderung des Jugendsports Saar, Abteilung Kanu
- Vereinigte Sportgemeinschaft Rahnsdorf 1949 e. V.
- Vereinigung für Kanurennsport Nord (VKN)
- Vereinigung Göttinger Faltbootfahrer e. V.
- Vereinigung Marburger Kanufahrer
- Vereinigung Märkischer Wanderpaddler e. V.
- Versehrten-Wassersport-Gemeinschaft Berlin e. V.
- VfK Saar
- VfL Brohl e. V. – Wassersportabteilung
- VfL Günzburg e. V. Kanuabteilung
- VFL Hüls e. V., Kanuabteilung
- VfL Munderkingen e. V., Kanu-Abtl.
- Volkstümlicher Wassersport Mannheim e. V. Kanuabt.

### W
- Walter-Requardt-Heim Spiekeroog
- Wander-Paddler-Havel e. V.
- Wanheimer Kanu-Gilde e. V.
- Wanner-Kanu-Verein e. V.
- Wannseeaten 1911 e. V.
- Wannseer Kanu-Club e. V.
- Wasgau Kanu-Club e. V.
- Wasser- u. Skisportverein Euskirchen e. V.
- Wasserfreunde Spandau 04 e. V.
- Wasserfreunde Witten e. V.
- Wassersport Warnow Rostock e. V.
- Wassersport Club Klare Lanke 1950 e. V.
- Wassersport Forst/Lausitz e. V.
- Wassersport Gronau-Leine e. V.
- Wassersport Höxter e. V.
- Wassersport PCK Schwedt e. V., Abtl. Kanu
- Wassersport-Club „Fink“ e. V.
- Wassersportclub 1931 Heidelberg-Neuenheim e. V.
- Wasser-Sport-Club 1956 Ketsch e. V.
- Wassersportclub Bayer Dormagen e. V. 1950
- Wassersportclub Blau-Weiß Tegel e. V.
- Wassersportclub Breidenstein
- Wassersportclub Bremen e. V.
- Wassersportclub Gieboldehausen e. V.
- Wassersport-Club Havel e. V.
- Wassersport-Club Kurmark e. V. Berlin
- Wassersportclub Lathen e. V.
- Wassersportclub Rauchfangswerder e. V.
- Wassersportclub Untermosel e. V.
- Wassersport-Club Volkardey e. V. seit 1981
- Wassersportclub Westen e. V.
- Wassersportfreunde 31 e. V. Köln
- Wasser-Sportfreunde Aachen e. V.
- Wassersportfreunde Albi e. V.
- Wassersportfreunde De Witt-See 1946 e. V. Nettetal
- Wassersportfreunde Eggenstein
- Wassersportfreunde Guntersblum e. V.
- Wassersportfreunde Liblar 1960 e. V.
- Wassersportfreunde Neptun e. V. Köln
- Wassersportfreunde Neuenhaus
- Wassersportfreunde Pirschheide e. V. Abtl. Kanu
- Wassersportfreunde Zweibrücken e. V.
- Wassersportgemeinschaft Rumeln-Kaldenhausen 1961 e. V.
- Wassersportgemeinschaft Heiligensee e. V.
- Wassersportgemeinschaft Kladow e. V.
- Wassersportgemeinschaft Wanne-Eickel e. V.
- Wassersportgruppe der NaturFreund:innen Dortmund Nord e. V.
- Wassersportverein „Einheit“ Neustrelitz e. V.
- Wassersportverein "Neptun"e. V. Essen Überruhr
- Wassersportverein „Am Blauen Wunder“ Dresden e. V.
- Wassersportverein „Neptun“ Mainz-Mombach
- Wassersportverein „Wiking Schweifsterne“ Dresden e. V.
- Wassersportverein 1921 e. V.
- Wassersportverein 1933 Brühl e. V.
- Wassersportverein 2002 am Leistungszentrum Mannheim e. V.
- Wassersportverein Anhalt e. V.
- Wassersportverein Arendsee e. V.
- Wassersportverein Bad Breisig e. V.
- Wassersportverein Bederkesa e. V.
- Wassersportverein Beverungen e. V. 1950
- Wassersportverein Blau-Weiss Bonn e. V.
- Wassersportverein Blau-Weiß Rheidt
- Wassersportverein Bochum e. V.
- Wassersportverein Buckau-Fermersleben e. V., Kanuabtl.
- Wassersportverein e. V. Koblenz-Metternich
- Wassersportverein Empor Bernburg e. V.
- Wassersportverein Fahr 1925
- Wassersportverein Frohe Fahrt e. V.
- Wassersportverein Glückauf Walsum e. V.
- Wassersportverein Gröpelingen e. V.
- Wassersportverein Hamm 1930 e. V.
- Wassersportverein Harle e. V.
- Wassersportverein Heidelberg-West
- Wassersportverein Hemelingen e. V.
- Wassersport-Verein Hoya e. V.
- Wassersportverein Königs Wusterhausen e. V. Abteilung Drachenboot
- Wassersportverein Landesbergen e. V.
- Wassersportverein Lok Magdeburg e. V.
- Wassersportverein Moers e. V.
- Wassersportverein Monheim e. V.
- Wassersportverein Niederrhein e. V. Duisburg
- Wassersportverein Norden e. V.
- Wassersportverein Nordenham e. V.
- Wassersportverein Offenbach-Bürgel
- Wassersportverein Osnabrück e. V.
- Wassersportverein Overfreunde Hamburg e. V.[Anm 7]
- Wassersportverein Plön-Fegetasche e. V.
- Wassersportverein Quakenbrück von 1913 e. V.
- Wassersportverein Remagen e. V.
- Wassersportverein Rheine 1932 e. V.
- Wassersportverein Rheinhausen 1927 e. V.
- Wassersportverein Rheintreue Düsseldorf e. V.
- Wassersportverein Ritterhude – Kanusparte
- Wassersportverein Roxheim von 1955 e. V.
- Wassersport-Verein Schierstein
- Wassersportverein Sinzig e. V.
- Wassersportverein Stahl Beetzsee Brandenburg e. V., Kanu
- Wassersport-Verein Süderelbe von 1921 e. V.[Anm 7]
- Wassersportverein Twistesee
- Wassersportverein Verden e. V.
- Wassersportverein Waldshut e. V.
- Wassersportverein Warturm e. V.
- Wassersportverein Wildeshausen e. V.
- Wassersportverein Wittenberge e. V.
- Wassersportverein Worms e. V.
- Wassersportverein Wulsdorf e. V.
- Wassersportverein Zechlin e. V.
- Wassersportzentrum Münster e. V. 1964
- Wasser-Stadt-Leipzig e. V.
- Wasser-u.Wintersport-Club e. V. Lippstadt
- Wasser-Wanderer Düsseldorf e. V.
- Wasserwanderer Salzgitter e. V.
- Wasserwanderer Schlangengrube e. V.
- Wasserwanderer Stever-Lippe Olfen e. V.
- Wasser-Wander-Freunde Verl e. V.
- Wasser-Wander-Gemeinschaft Letter e. V.
- Wasserwander-Sportverein Brandis e. V.
- Welse-Delme-Weser e. V. Kanu-Abteilung
- Werrepiraten e. V.
- Weseler Kanu-Club e. V.
- Wiesbadener Kanu-Verein
- Wiesecker Kanu-Club
- Wikinger Kanufreunde Himmelgeist e. V.
- Wiking-Faltbootwanderer Kirchweyhe e. V.
- Wildwassersportverein Balingen e. V.
- Wilhelmshavener Kanu-Freunde 1950 e. V.
- Wilhelmshavener Kanu-Klub 1927 e. V.
- Wind-Surfing Verein Berlin e. V., SUP-Abteilung
- Winterbacher Kanuclub Stechpaddel e. V.
- Wittener Kanuslalom-Gemeinschaft e. V.
- Witzenhäuser Kanu-Club
- Wolfsburger Kanu-Club e. V.
- Wolmirstedter Kanu-Verein e. V.
- Wolpertinger SFC Reutlingen
- WSC Friedersdorf 1949 e. V.
- WSC Rheintreue Rheinsheim e. V.
- WSC Wetzlar 1971
- WSF Burg 1924 e. V.
- WSG Oestrich
- WSG Wassersportgemeinschaft Kleinheubach
- WSG Wittenberg 1962 e. V.
- WSV ‚Undine’ Rüsselsheim
- WSV e. V. Rheinstrom Schwörstadt Hochrhein
- WSV Geisenheim
- WSV Haldensleben e. V. Abt. Kanu
- WSV Hellas Gießen
- WSV Lampertheim
- WSV Mannheim-Feudenheim e. V.
- WSV Mannheim-Sandhofen e. V.
- WSV Pleidelsheim e. V. Abt. Kanu
- WSV Rosenthal e. V. Abt. Kanurennsport
- WSVB e. V. Düsseldorf-Lörick
- Wuppertaler Kanu-Club e. V.
- Wuppertaler Paddler-Gilde e. V.
- WVC Cassel
- WVF Fischbach
- WVM Melsungen
- WW Sportclub Frankfurt
- WWC White Water Company Gemünden

### Y
- Yachthafen Baalmann Borkum

### Z
- Zelt- und Wassersportfreunde Rheintreue e. V.
- Zwischenahner Kanu-Club 1974 e. V.